# Andrea Mantegna
(Ulisse degli Aleotti)
Andrea Mantegna (Isola di Carturo, 1431 – Mantova, 13 settembre 1506) è stato un pittore, incisore e miniaturista italiano, cittadino della Repubblica di Venezia.

Emissione filatelica dedicata a Mantegna, con il ritratto derivato dal busto in bronzo posto all'entrata della cappella funeraria nella Basilica di Sant'Andrea a Mantova. Si tratta di un ritratto postumo ideale, che lo ritrae all'età di circa cinquant'anni.

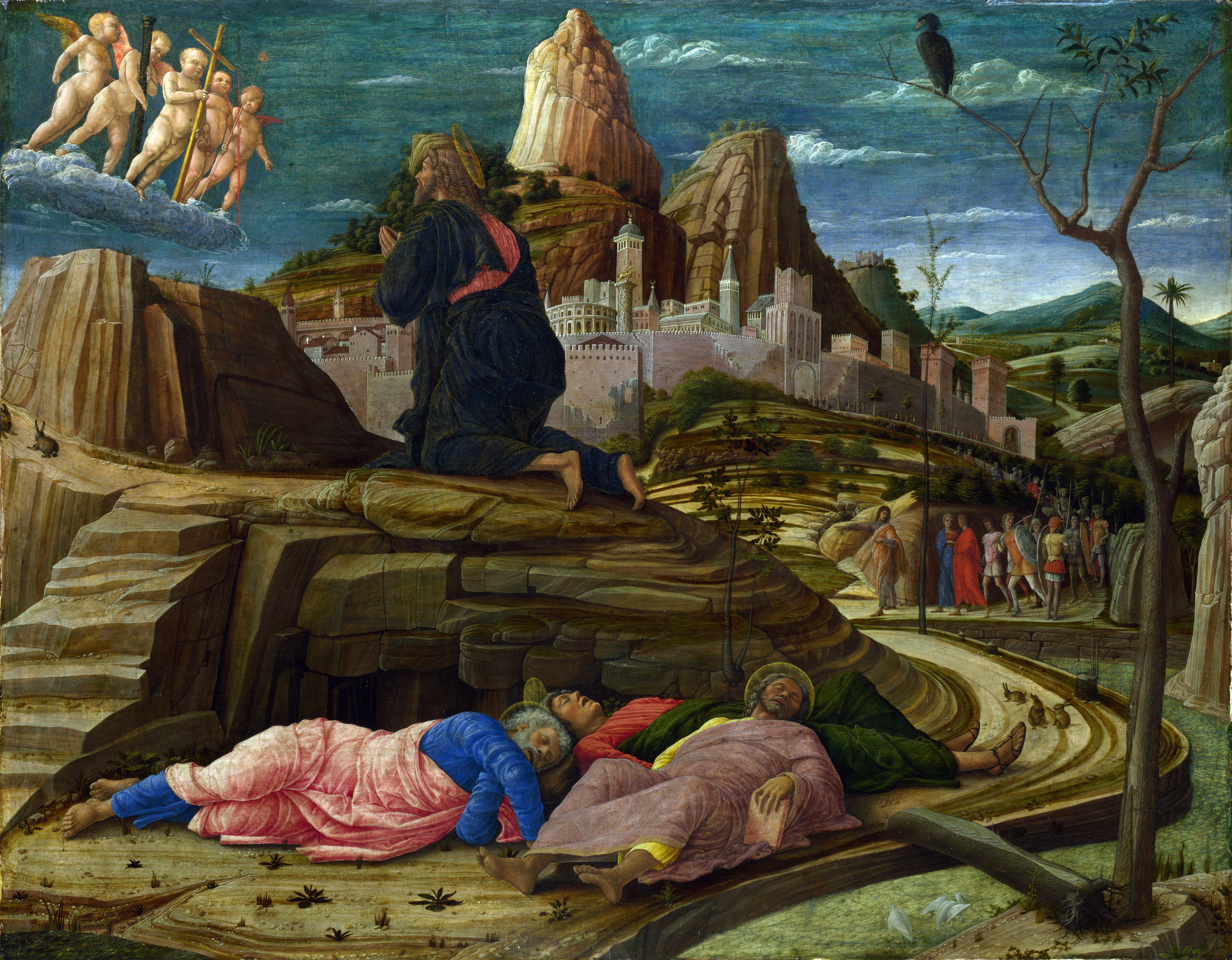
Orazione nell'orto

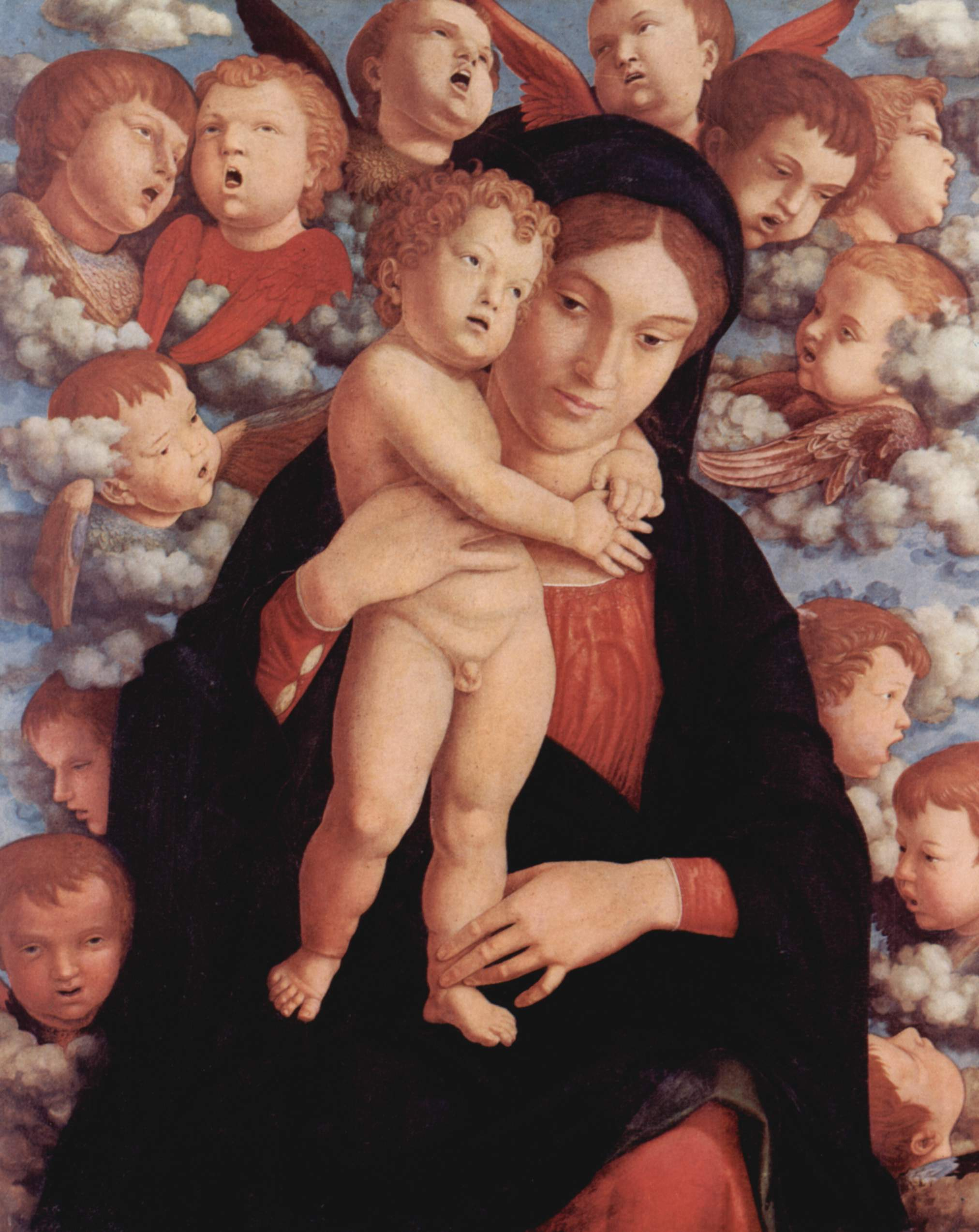
Madonna col Bambino e un coro di cherubini

Si formò nella bottega padovana dello Squarcione, dove maturò il gusto per la citazione archeologica; venne a contatto con le novità dei toscani di passaggio in città quali Filippo Lippi, Paolo Uccello, Andrea del Castagno e, soprattutto, Donatello, dai quali imparò una precisa applicazione della prospettiva. Mantegna si distinse infatti per la perfetta impaginazione spaziale, il gusto per il disegno nettamente delineato e per la forma monumentale delle figure.
Il contatto con le opere di Piero della Francesca, avvenuto a Ferrara, marcò ancora di più i suoi risultati sullo studio prospettico tanto da raggiungere livelli "illusionistici", che saranno tipici di tutta la pittura nord-italiana. Sempre a Ferrara, poté conoscere il patetismo delle opere di Rogier van der Weyden rintracciabile nella sua pittura devozionale; attraverso la conoscenza delle opere di Giovanni Bellini, di cui sposò la sorella Nicolosia, le forme dei suoi personaggi si addolcirono, senza perdere monumentalità, e vennero inserite in scenografie più ariose. Costante in tutta la sua produzione fu il dialogo con la statuaria, sia coeva sia classica. Mantegna fu il primo grande "classicista" della pittura. La sua arte può essere definita un rilevante esempio di classicismo archeologico.

## Biografia

### Origini
Andrea Mantegna nacque nel 1431 da Biagio, falegname. Nacque a Isola di Carturo (oggi denominata Isola Mantegna, frazione di Piazzola sul Brenta), un borgo nei pressi di Padova, ma che all'epoca era sotto il contado vicentino. Le poche notizie sulle sue origini lo definiscono "d'umilissima stirpe". Da giovanissimo si sa che Andrea fece il guardiano di bestiame nella campagna attorno al suo paese.

### Formazione a Padova

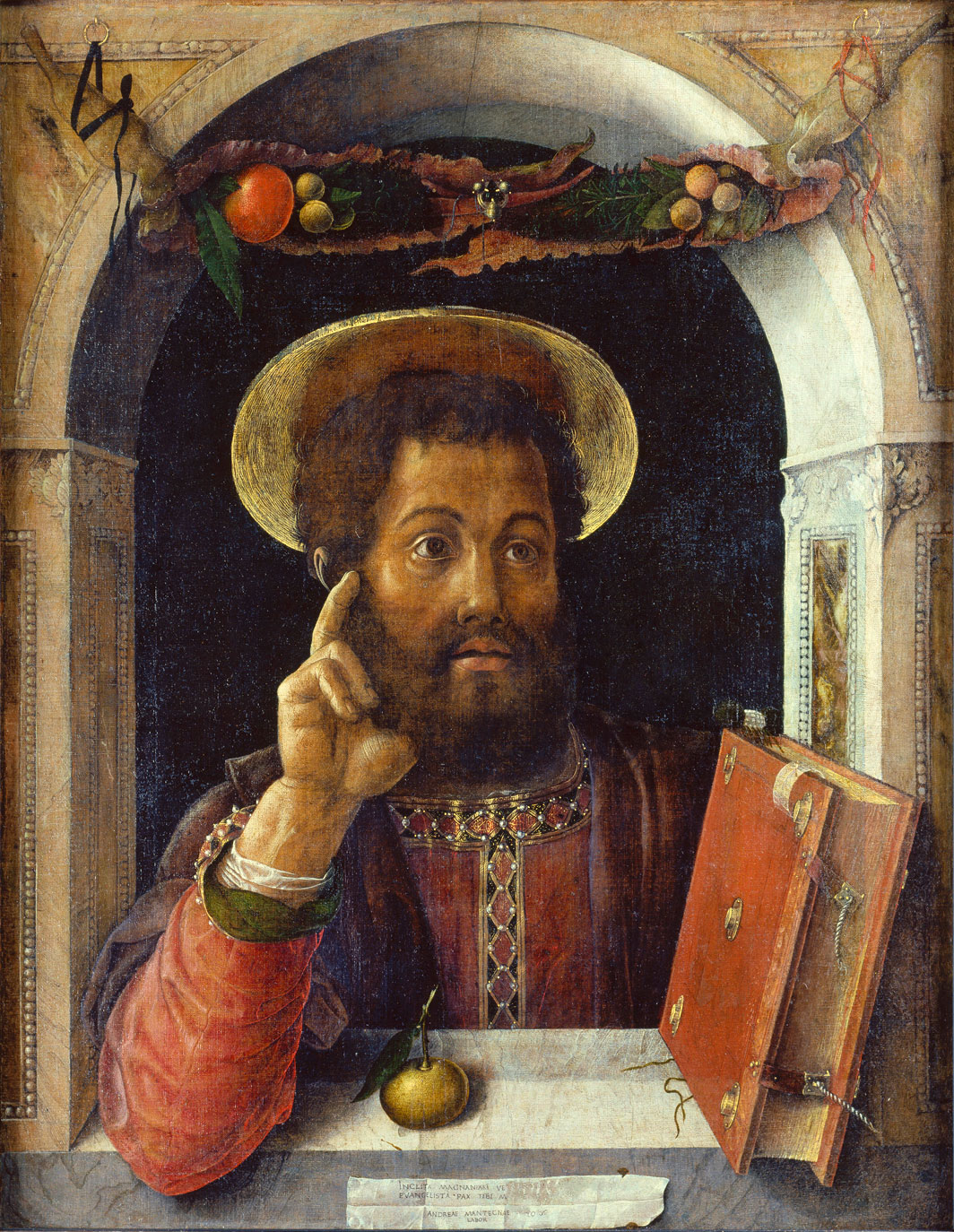
San Marco (1448)

Giovanissimo, già nel 1441 è citato nei documenti padovani come apprendista e figlio adottivo del maestro Squarcione; verso il 1442 si iscrive alla fraglia padovana dei pittori, con l'appellativo di "fiiulo" (figlio) di Squarcione. Il trasferimento venne sicuramente facilitato dalla presenza in città di Tommaso Mantegna, fratello maggiore di Andrea, che aveva fatto una discreta fortuna come sarto, e abitava nella contrada Santa Lucia, dove visse anche Andrea. Successivamente il pittore iniziò ad abitare presso la bottega di Squarcione, lavorando esclusivamente per il padre adottivo, che con l'espediente dell'"affiliazione" era solito garantirsi una manodopera fedele e a basso costo.
Secondo i contratti stipulati da Squarcione con i suoi allievi, nella sua bottega si impegnava a insegnare: costruzione prospettica, presentazione di modelli, composizione di personaggi e oggetti, proporzionamento della figura umana, e altro. Probabilmente il suo metodo d'insegnamento consisteva nel far copiare frammenti antichi, disegni e quadri di varie parti d'Italia soprattutto toscani e romani, raccolti nella sua collezione, come dice il Vasari nella vita del Mantegna: «lo esercitò assai [a Mantegna] in cose di gesso formate da statue antiche, et in quadri di pitture, che in tela si fece venire di diversi luoghi, e particolarmente di Toscana e di Roma». Di questa collezione non si sa niente, ma si può presumere che ne facessero parte medaglie, statuette, iscrizioni antiche, calchi in gesso e qualche pezzo di statue forse direttamente dalla Grecia (dove il maestro si era forse recato di persona negli anni venti), tutte opere frammentarie che venivano prese singolarmente per il loro vigore, decontestualizzandole e riaccostandole arbitrariamente.
A Padova Mantegna trovò inoltre un vivace clima umanistico e poté ricevere un'educazione classica, che arricchì con l'osservazione diretta di opere classiche, delle opere padovane di Donatello (in città dal 1443 al 1453) e la pratica del disegno con influssi fiorentini (tratto deciso e sicuro) e tedeschi (tendenza alla rappresentazione scultorea). La sensibilità verso il mondo classico e il gusto antiquario divennero presto una delle componenti fondamentali del suo linguaggio artistico, che si portò dietro durante tutta la carriera.
Nel 1447 visitò Venezia con lo Squarcione.

### L'indipendenza
La permanenza di Mantegna presso la bottega dello Squarcione durò sei anni. Nel 1448 si liberò definitivamente della tutela del padre adottivo, intentando anche una causa contro di lui, per avere un risarcimento in denaro per le opere eseguite per conto del maestro.
In quello stesso anno si dedicò a una prima opera indipendente: la pala, andata distrutta nel XVII secolo, destinata all'altare maggiore della chiesa di Santa Sofia. Si trattava di una Madonna col Bambino in sacra conversazione tra santi, probabilmente ispirata all'altare della basilica del Santo di Donatello. Di quei primi anni ci è pervenuto un San Marco, firmato e datato 1448, e un San Girolamo, del quale restano anche alcuni studi su carta.

### La Cappella Ovetari, prima fase

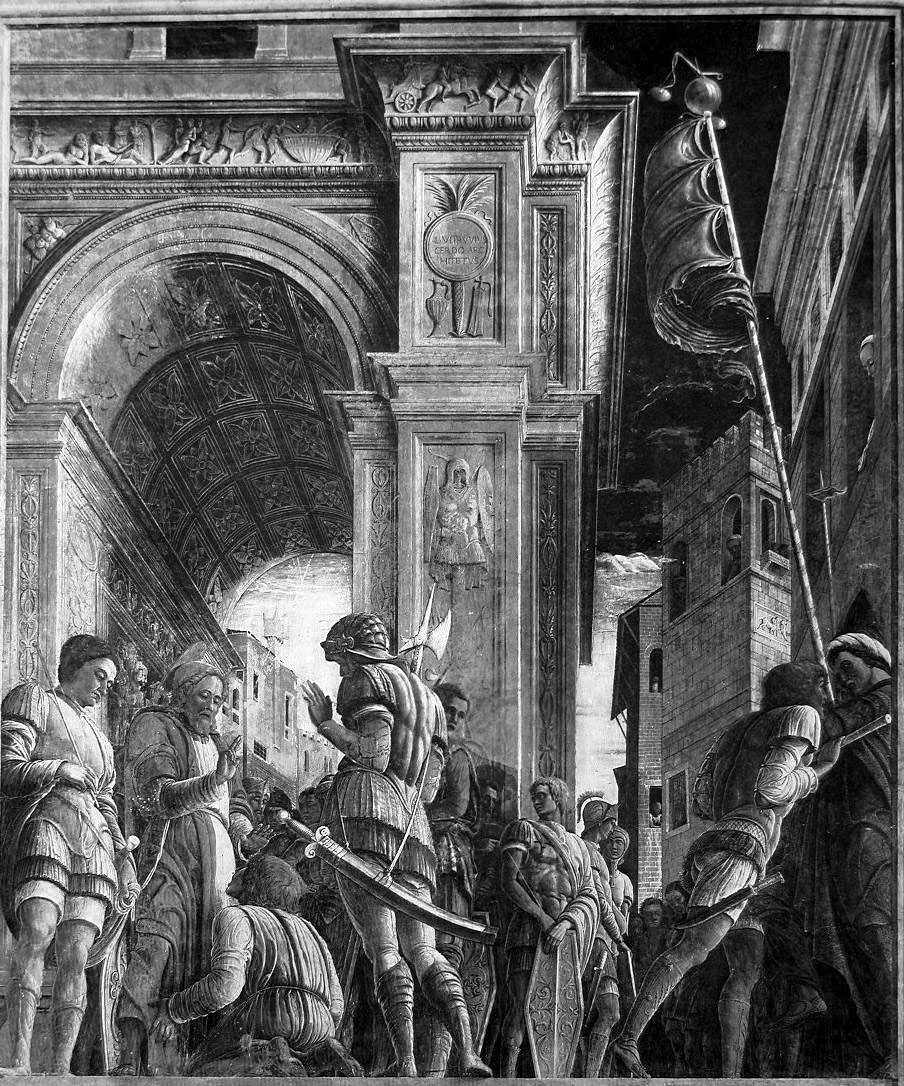
San Giacomo va al martirio, cappella Ovetari

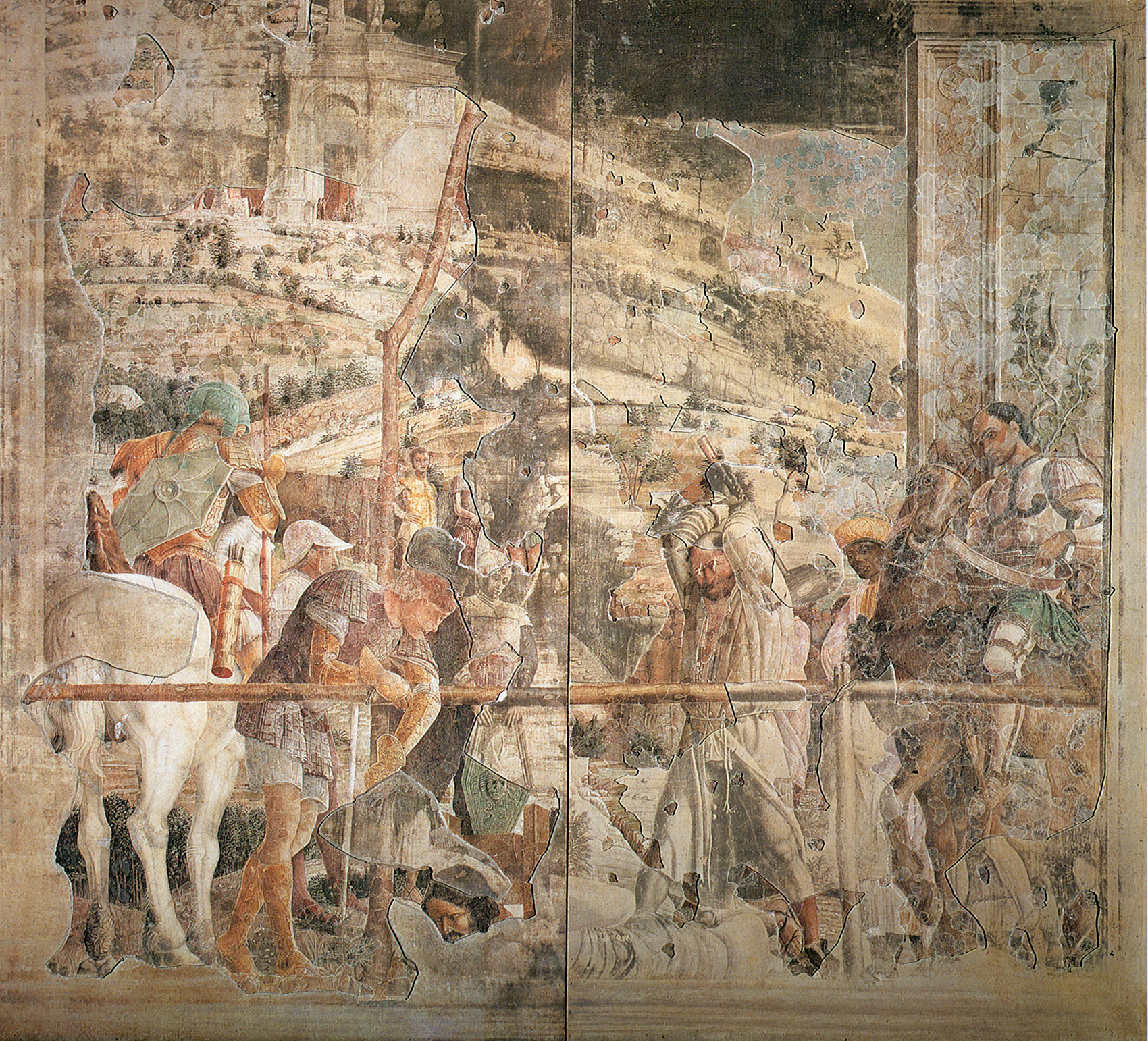
Martirio di san Giacomo, cappella Ovetari

Sempre del 1448 è la firma del contratto da parte del fratello Tommaso Mantegna, quale tutore di Andrea ancora "minorenne", per la decorazione della cappella della famiglia Ovetari nella chiesa degli Eremitani a Padova. L'opera, in parte distrutta durante la seconda guerra mondiale, era affidata a un team eterogeneo di pittori, dove gradualmente spiccò la personalità di Mantegna, capace anche di affinare la propria tecnica. Iniziò, poi, a dipingere degli spicchi del catino absidale, dove lasciò tre figure di santi, ispirati a quelli di Andrea del Castagno nella chiesa veneziana di San Zaccaria. In seguito si dedicò probabilmente alla lunetta della parete sinistra, con la Vocazione dei santi Giacomo e Giovanni e la Predica di san Giacomo, completati entro il 1450, per poi passare al registro mediano. Nella lunetta la prospettiva mostrava ancora qualche incertezza, mentre nelle due scene sottostanti essa appare invece ormai ben dominata. Il punto di vista, centrale nel registro superiore, è più abbassato nelle scene sottostanti e unifica lo spazio dei due episodi, con il punto di fuga di entrambe le scene impostato sul pilastrino centrale dipinto. Aumentano nelle scene successive gli elementi tratti dall'antico, come il maestoso arco trionfale che occupa due terzi del Giudizio, a cui vanno aggiunti medaglioni, pilastri, rilievi figurati e iscrizioni in lettere capitali, derivati probabilmente dall'esempio degli album di disegni di Jacopo Bellini, il padre di Gentile e Giovanni. Le armature, i costumi e le architetture classiche, a differenza dei pittori "squarcioneschi", non erano semplici decorazioni di sapore erudito, ma concorrevano a fornire una vera e propria ricostruzione storica degli eventi. L'intenzione di ricreare la monumentalità del mondo antico arriva a dare alle figure umane una certa rigidità, che le faceva apparire come statue.

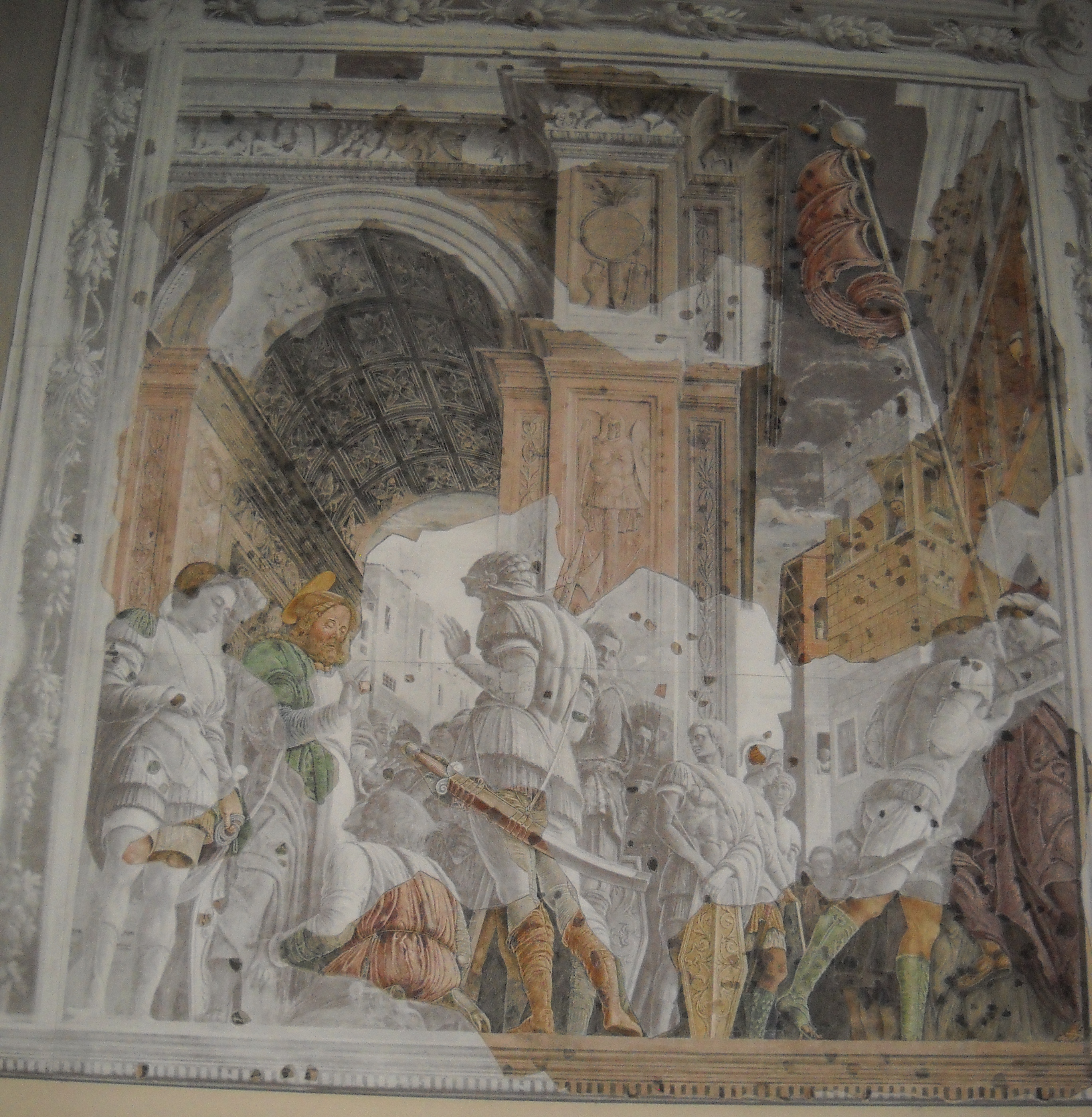
San Giacomo va al martirio. Cappella Ovetari nella chiesa degli Eremitani dopo il restauro ultimato in questi ultimi anni.

Nel 1449 sorsero i primi contrasti tra Mantegna e Nicolò Pizzolo, con il primo citato in giudizio dal secondo a causa delle continue interferenze nell'esecuzione della pala della cappella. Ciò comportò una redistribuzione da parte dei committenti del lavoro tra gli artisti. Probabilmente per questi contrasti Mantegna sospese il suo lavoro e visitò Ferrara. In ogni caso il cantiere si arrestò nel 1451 per mancanza di fondi.

### A Ferrara
L'impegno nella cappella Ovetari non impediva al pittore di accettare anche altri incarichi, così nel maggio 1449, approfittando di una fase di stallo, si recò a Ferrara, al servizio di Leonello d'Este.
Qui realizzò un'opera perduta consistente in un doppio ritratto, magari un dittico, raffigurante da un lato Leonello e dall'altro il suo camerlengo Folco di Villafora. Non è certo quanto tempo il pittore si trattenne alla corte ferrarese, comunque è indiscusso che qui ebbe modo di vedere i dipinti di Piero della Francesca e dei fiamminghi che il duca collezionava. Forse incontrò lo stesso Rogier van der Weyden, che lo stesso anno si trovava in Italia, fermandosi anche nella corte estense.
Nel 1450-1451 Mantegna tornò a Ferrara, al servizio di Borso d'Este, per il quale dipinse un'Adorazione dei pastori, dove si coglie già una maggiore attenzione alla resa naturalistica della realtà derivata dall'esempio fiammingo.

### La cappella Ovetari, seconda fase

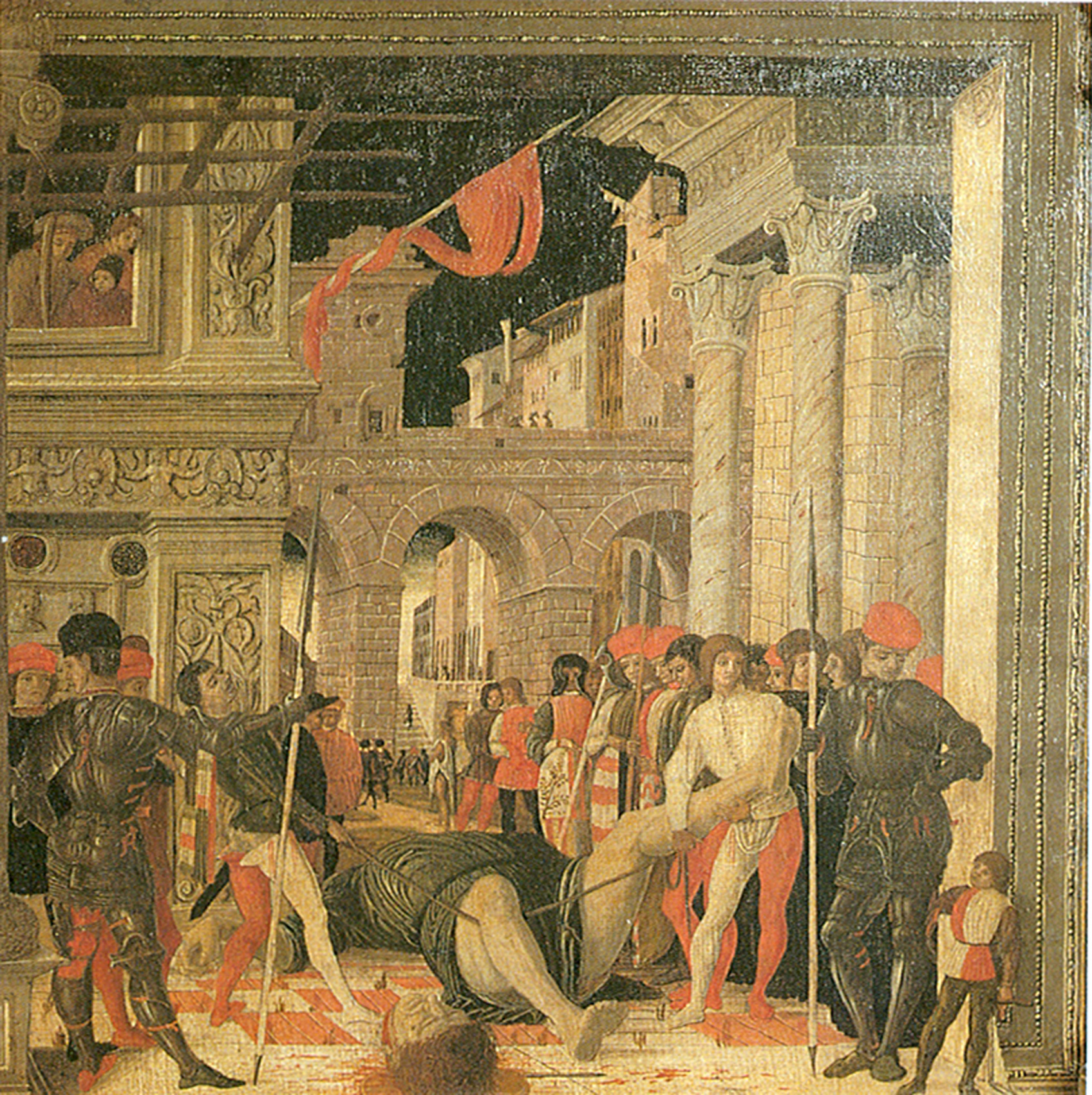
Trasporto del corpo di san Cristoforo, copia antica del museo Jacquemart-André

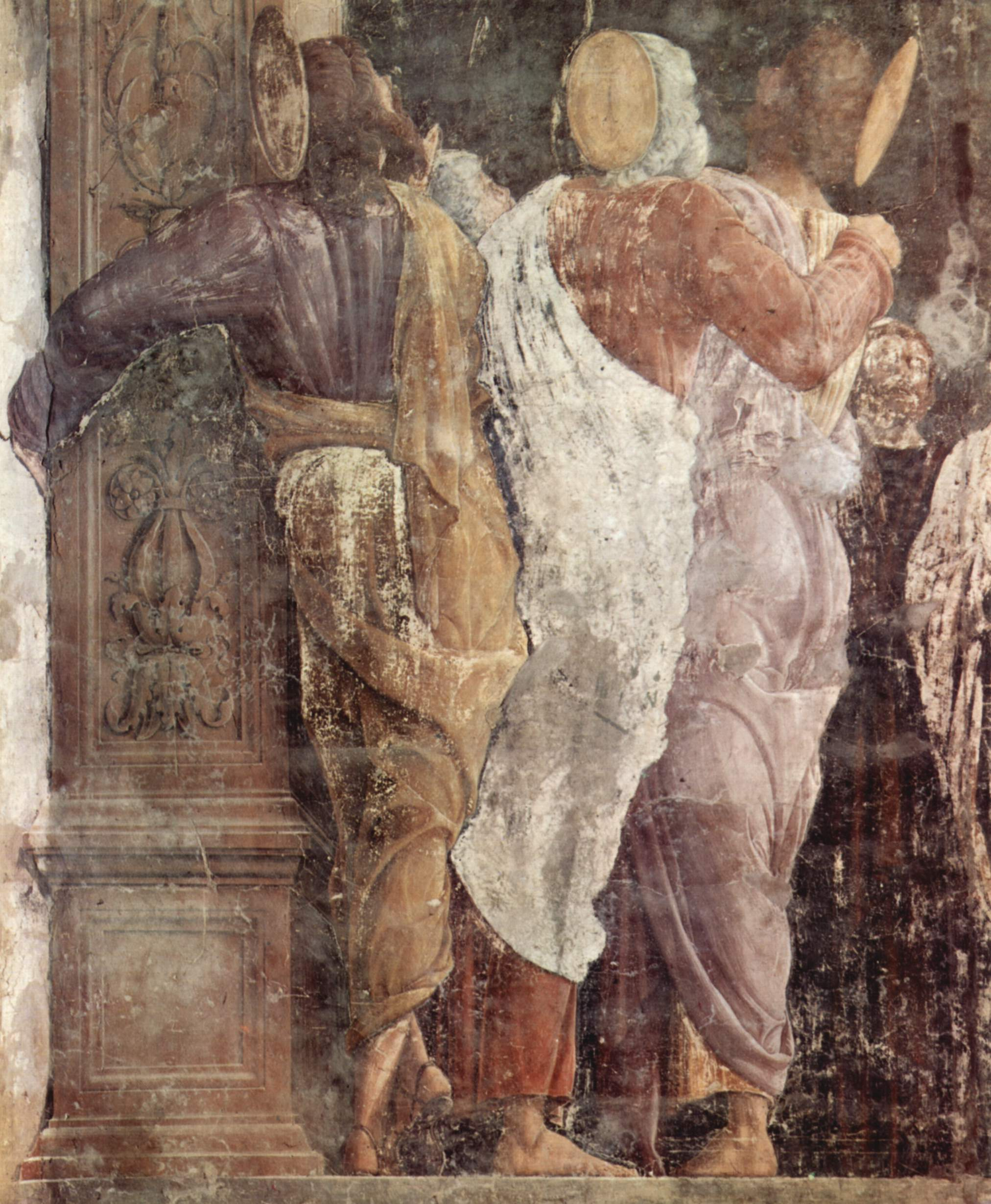
Assunzione della Vergine (dettaglio)

Il 21 luglio 1452 Mantegna terminò a Padova la lunetta per il portale maggiore della basilica del Santo con il Monogramma di Cristo tra i santi Antonio di Padova e Bernardino, oggi conservata al Museo antoniano. In quest'opera sperimentò per la prima volta gli scorci da sotto in su che applicò poi nei restanti affreschi agli Eremitani.
I lavori alla cappella Ovetari furono ripresi nel novembre 1453 e conclusi nel 1457. In questa seconda fase fu protagonista solo Mantegna, anche per la morte di Nicolò Pizzolo (1453), che completò le Storie di san Giacomo, affrescò la parete centrale con l'Assunzione della Vergine e infine si dedicò al completamento del registro inferiore delle Storie di san Cristoforo, iniziate da Bono da Ferrara e da Ansuino da Forlì, dove realizzò due scene unificate: il Martirio e trasporto del corpo decapitato di san Cristoforo, le più ambiziose dell'intero ciclo. Discusso risulta il rapporto con Ansuino, che, se per alcuni sarebbe stato influenzato dal Mantegna, per altri ne sarebbe stato piuttosto un precursore.
Nel 1457 Imperatrice Ovetari intentò una causa contro Mantegna poiché nell'affresco dell'Assunzione aveva dipinto solo otto apostoli invece di dodici. Vennero chiamati a dare un parere i pittori Pietro da Milano e Giovanni Storlato che giustificarono la scelta di Mantegna per la mancanza di spazio.
Più sciolto rispetto alle Storie di san Giacomo appare l'episodio del Martirio di san Cristoforo, immediatamente successivo, dove le architetture hanno già acquistato quel tratto illusionistico che fu una delle caratteristiche base di tutta la produzione di Mantegna. Nella parete sembra infatti aprirsi una loggia, dove è ambientata la scena di martirio, con un'impostazione più ariosa ed edifici tratti non solo dal mondo classico. Le figure, tratte anche dall'osservazione quotidiana, sono più sciolte e psicologicamente individuate, con forme più morbide, che suggeriscono l'influenza della pittura veneziana, in particolare di Giovanni Bellini, del quale dopotutto Mantegna sposò la sorella Nicolosia nel 1454.

### Polittico di San Luca

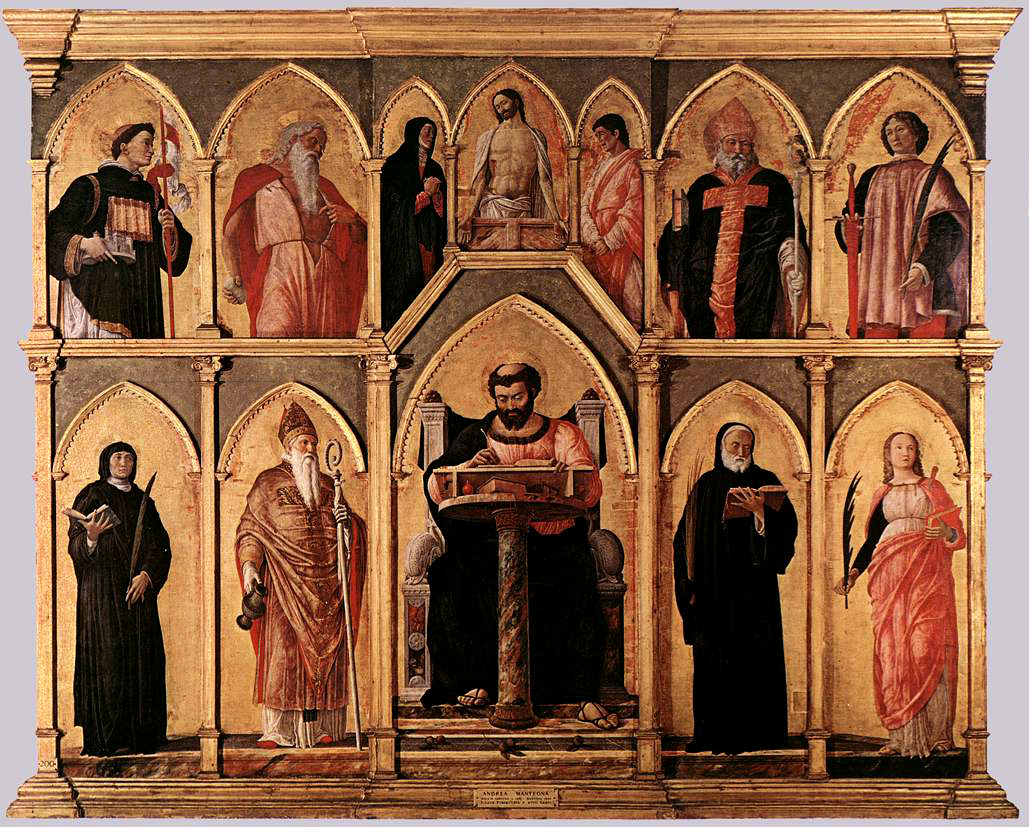
Polittico di San Luca

Durante i nove anni del lavoro alla Cappella Ovetari si andò delineando lo stile inconfondibile di Mantegna, rendendolo immediatamente celebre e facendone uno degli artisti più apprezzati della sua epoca. Nonostante l'impegno agli Eremitani, in quegli anni Mantegna sottintese anche ad altre commissioni, anche di notevole impegno.
Del 1453-1454 è il Polittico di San Luca per la cappella di San Luca nella basilica di Santa Giustina a Padova, ora alla pinacoteca di Brera. Il polittico è composto da dodici scomparti organizzati su due registri.
Nella pala si trovano fusi elementi arcaici, come il fondo oro e le diverse proporzioni tra le figure, ed elementi innovativi, come l'unificazione spaziale prospettica nel gradino in marmi policromi che fa da base ai santi del registro inferiore e la veduta scorciata dal basso dei personaggi del registro superiore, estremamente solidi e monumentali, che con la cornice originale (perduta) dovevano dare l'idea di affacciarsi da una loggia ad arcate, posta in alto rispetto al punto di vista dello spettatore. Le figure hanno contorni nitidi, evidenziati dalla brillantezza quasi metallica dei colori.
Sempre del 1454 è la tavola con Sant'Eufemia al museo di Capodimonte di Napoli. Il dipinto ha un'impostazione simile all'Assunzione della Vergine alla cappella Ovetari, con la santa di monumentale figura, data dalla visione scorciata dal basso, e inquadrata in un arco di saldo rigore prospettico, con festoni di derivazione squarcionesca.
Al 1455-1460 viene poi fatto risalire il Bambino benedicente di Washington.

### LaPala di San Zeno

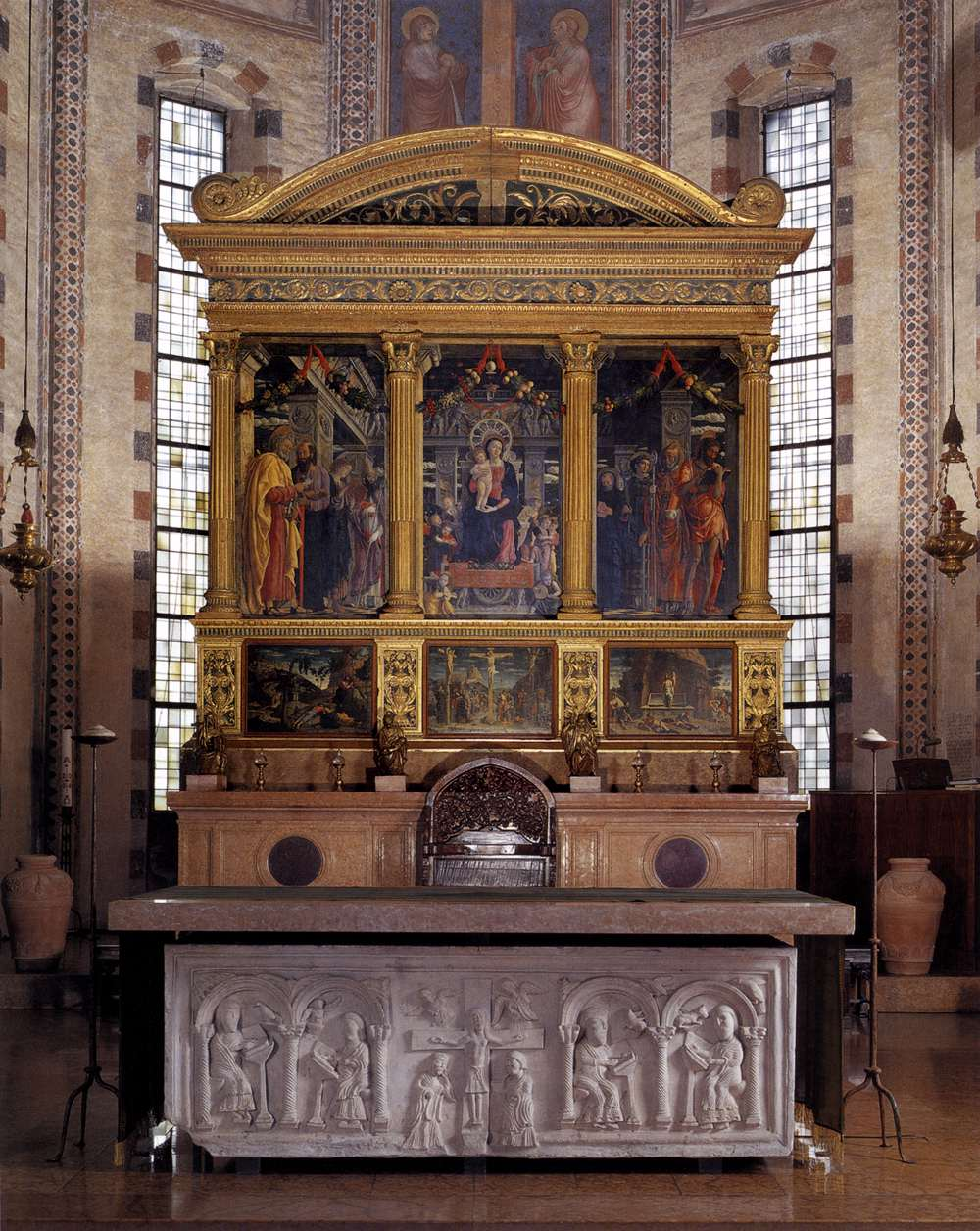
Pala di San Zeno

La Pala di San Zeno per il coro della chiesa di San Zeno a Verona venne commissionata da Gregorio Correr, abate della chiesa, nel 1456 e realizzata tra il 1457 e 1459. Si tratta della prima pala pienamente rinascimentale dipinta in Italia settentrionale, da dove nacque una feconda scuola di pittori veronesi: uno fra i numerosi pregevoli esempi fu Girolamo dai Libri.
La cornice solo in apparenza divide la pala in un trittico: in realtà la cornice reale viene infatti illusivamente continuata dal portico, delimitato da colonne, in cui è racchiusa la Sacra Conversazione; Mantegna fece anche aprire una finestra nella chiesa che illuminava la pala da destra in modo da far coincidere l'illuminazione reale con quella dipinta. Le architetture hanno infatti acquistato quel tratto illusionistico che fu una delle caratteristiche base di tutta la produzione di Mantegna. Il punto di vista ribassato intensifica la monumentalità delle figure e accresce il coinvolgimento dello spettatore, che viene chiamato in causa anche dallo sguardo diretto di san Pietro. Le figure, con pose tratte anche dall'osservazione quotidiana, sono più sciolte e psicologicamente individuate, con forme più morbide, che suggeriscono l'influenza della pittura veneziana, in particolare di Giovanni Bellini. Nel disegno prospettico della sacra conversazione il punto di fuga è alla base del pannello centrale, tra i due angioli musicanti.
Della predella fanno parte le tre scene con Orazione nell'orto e Resurrezione (conservate a Tours) e Crocifissione (conservata al Louvre).

### Mantegna e Giovanni Bellini

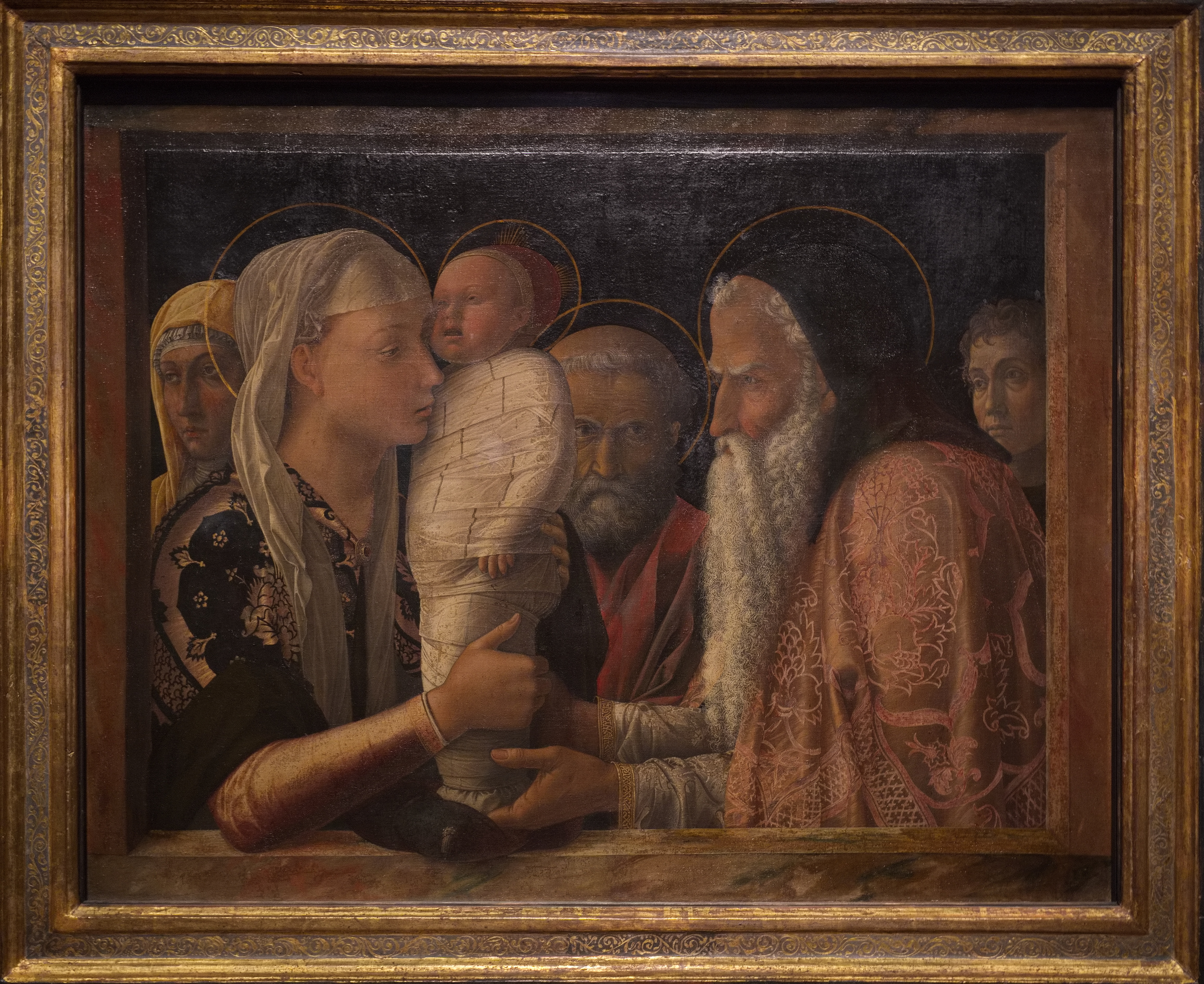
La Presentazione al Tempio di Andrea Mantegna, circa 1454, Gemäldegalerie, Berlin

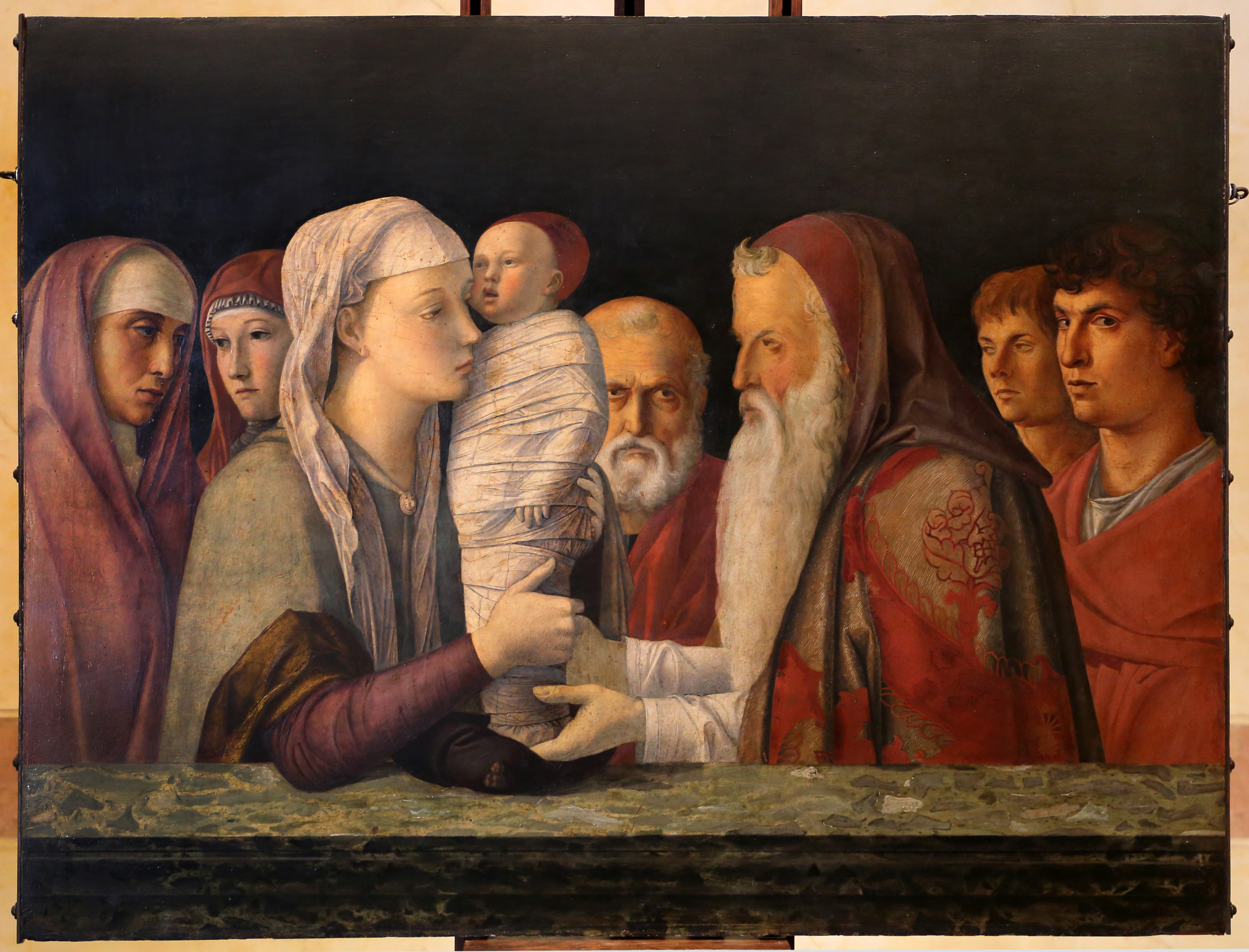
La Presentazione al Tempio di Giovanni Bellini

Fin dagli esordi nella bottega di Squarcione, Mantegna ebbe ripetuti contatti con la bottega veneziana di Jacopo Bellini, tra gli ultimi esponenti della cultura tardogotica che proprio in quegli anni andava perseguendo un aggiornamento in senso rinascimentale iniziando a usare la prospettiva e che condivideva con Andrea il gusto per la citazione archeologica.
Valutando le grandi potenzialità del giovane padovano, il Bellini maturò la decisione di dargli in sposa la sua unica figlia Nicolosia nel 1453. Da allora i rapporti tra Mantegna e i pittori veneziani si fecero più stretti, in particolar modo con il cognato coetaneo Giovanni Bellini. Il dialogo tra i due, particolarmente intenso durante gli anni cinquanta, si esplicò nell'ammirazione e nel desiderio di emulazione del Bellini, che imparò dal cognato la lezione di Donatello e ripropose spesso opere derivate dalle sue (come l'Orazione nell'orto o la Presentazione al Tempio). Lo stesso Mantegna mutuò dal Bellini una maggiore scioltezza e individuazione psicologica per i personaggi, oltre a una più fluida fusione di colore e luce.
Quando Giovanni raggiunse la piena consapevolezza delle sue doti artistiche, le influenze di Mantegna si stemperarono gradualmente (così come quelle del padre e del fratello Gentile).

### Verso Mantova
Al 1456 risale la prima lettera di Ludovico Gonzaga che richiedeva Andrea come pittore di corte, dopo la partenza di Pisanello, forse il precedente incaricato. Il Gonzaga era il tipico principe umanista e condottiero, educato nell'infanzia da Vittorino da Feltre, che lo aveva avvicinato alla storia romana, alla poesia, alla matematica e all'astrologia. Non stupisce perciò l'insistenza del marchese nel richiedere i servigi di Mantegna, che all'epoca era l'artista che maggiormente cercava di far rivivere il mondo classico nelle sue opere. Il programma di rinnovamento promosso dal Gonzaga aveva una portata più ampia e coinvolse in quegli stessi anni anche altri artisti, quali Leon Battista Alberti e Luca Fancelli.

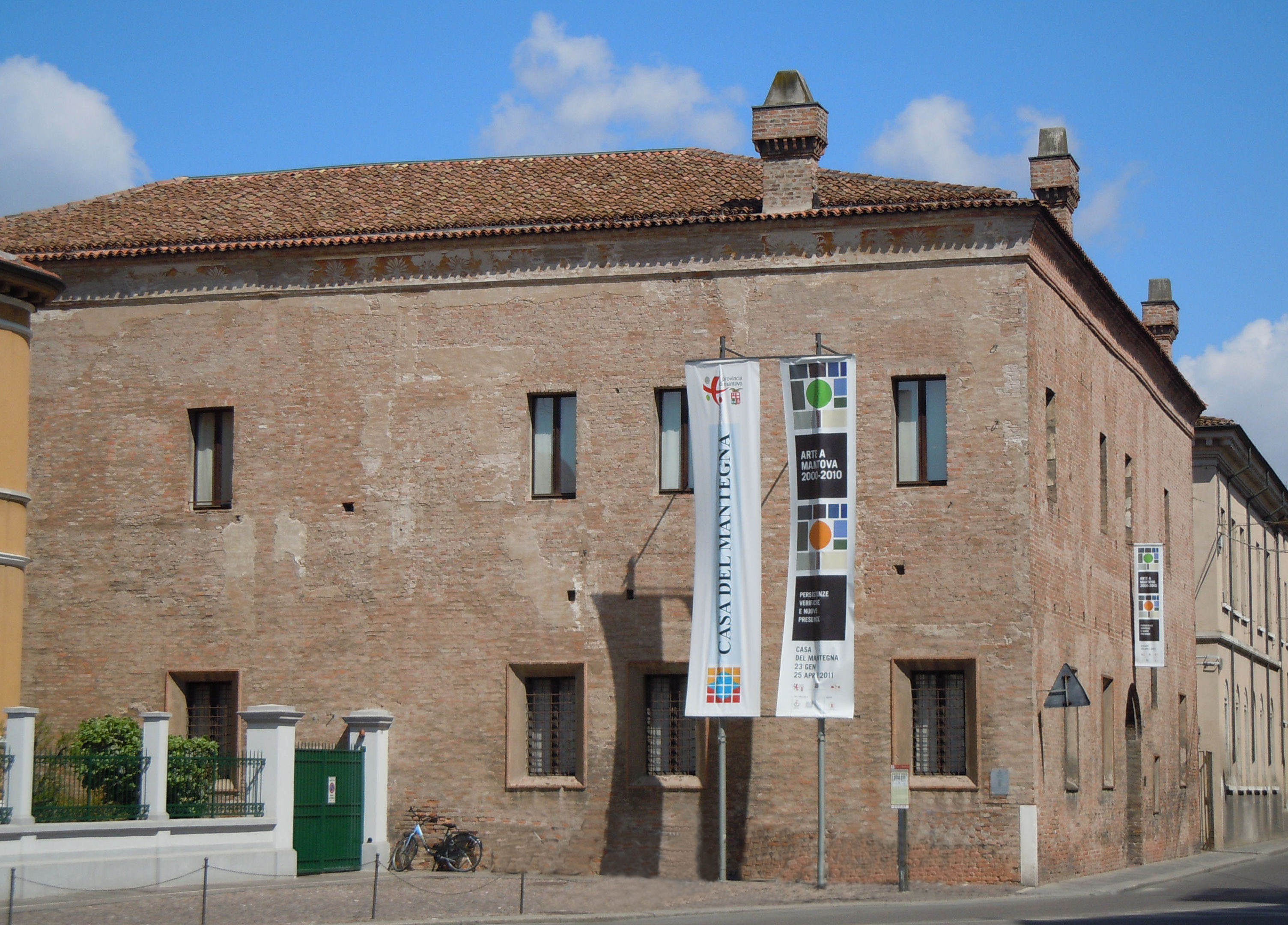
Mantova, Casa del Mantegna, dono di Ludovico III Gonzaga del 1476

Nel 1457 il marchese invitò ufficialmente Andrea a trasferirsi a Mantova e il pittore si dichiarò interessato, anche se gli impegni già presi a Padova (come la Pala di San Zeno e altre opere) fecero rimandare di altri tre anni la sua partenza. Probabilmente c'erano anche ragioni personali nel ritardo: egli doveva ben sapere che trasferendosi a corte la sua vita di uomo e di artista sarebbe cambiata radicalmente, garantendogli sì una tranquillità economica e una stabilità notevoli, ma privandolo anche della sua libertà e allontanandolo da quel vivace ambiente dei nobili e degli umanisti padovani, nel quale era così apprezzato.
Tra il 1457 e il 1459 eseguì il San Sebastiano, ora conservato a Vienna, che Roberto Longhi, sottolineando la raffinata calligrafia, datava al 1470 circa.
Nel 1458 Mantegna e alcuni aiuti risultavano intenti ad affrescare le residenze ducali di Cavriana e di Goito, a cui seguirono alcuni anni dopo un ciclo omerico nel palazzo di Revere (1463-1464). Di questi cicli non resta niente. Alcuni ne hanno ravvisato un'eco nelle incisioni del maestro o della sua cerchia, come i due Baccanali (Baccanale con sileno a Chatsworth, collezioni del duca di Devonshire e Chatsworth, e Baccanale con un tino a New York, Metropolitan Museum of Art) e la Zuffa di dei marini, sempre a Chatsworth.

### Pittore di corte a Mantova

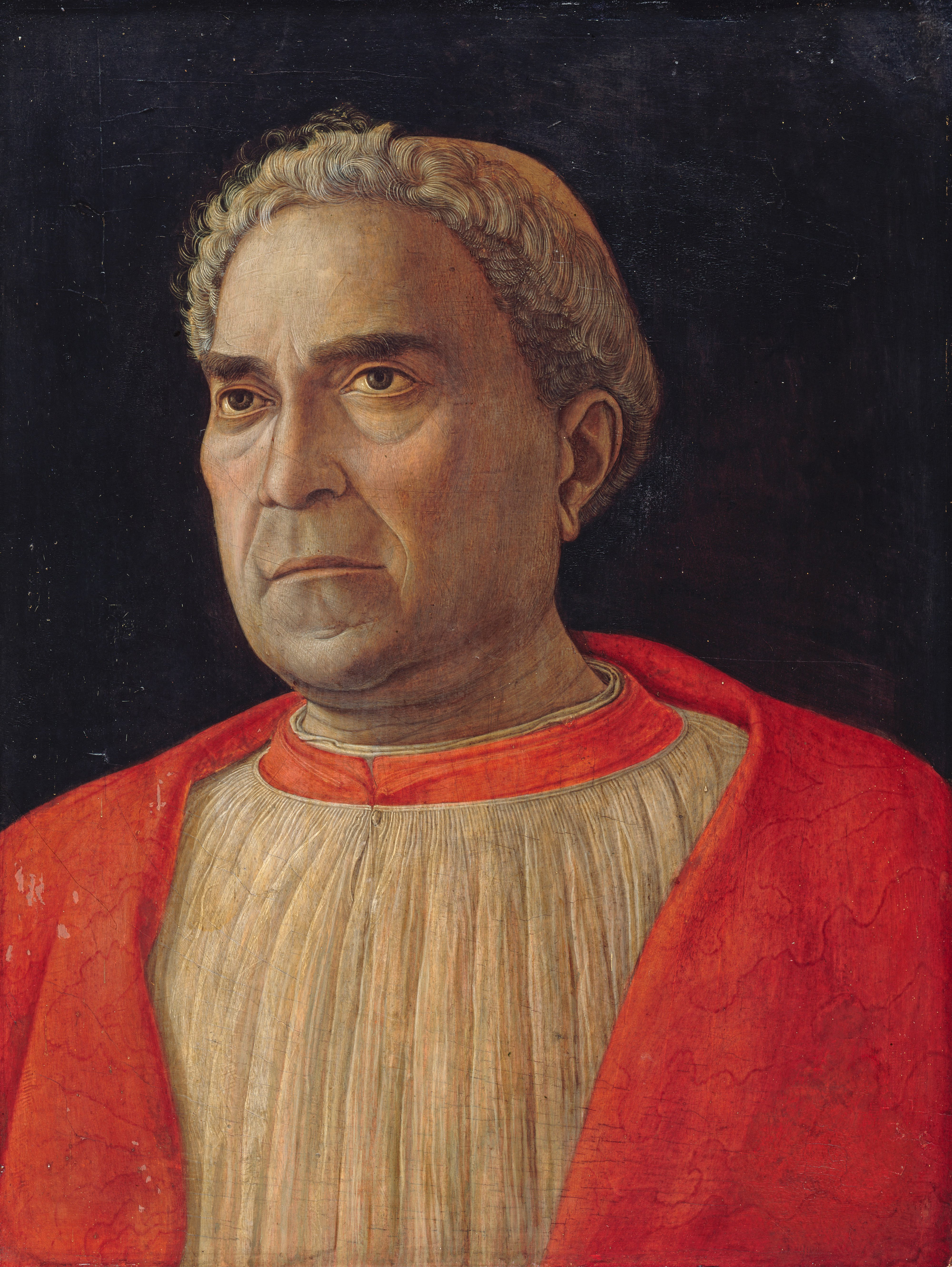
Ritratto del cardinale Ludovico Trevisan

Nel 1460 Mantegna si trasferì con tutta la famiglia a Mantova come pittore ufficiale di corte, ma anche come consigliere artistico e curatore delle raccolte d'arte. Qui ottenne uno stipendio fisso, un alloggio e l'onore di uno stemma araldico con il motto "par un désir", vivendo alla corte dei Gonzaga fino alla morte.
Tra le prime opere a cui l'artista mise mano ci fu una serie di ritratti, produzione tipica dei pittori di corte, commissionati sia dal marchese sia da una serie di nobili e potenti in stretto rapporto con la corte. Spiccano il Ritratto del cardinale Ludovico Trevisan (1459-1460) e il Ritratto di Francesco Gonzaga (1461 circa).

### La cappella del castello di San Giorgio

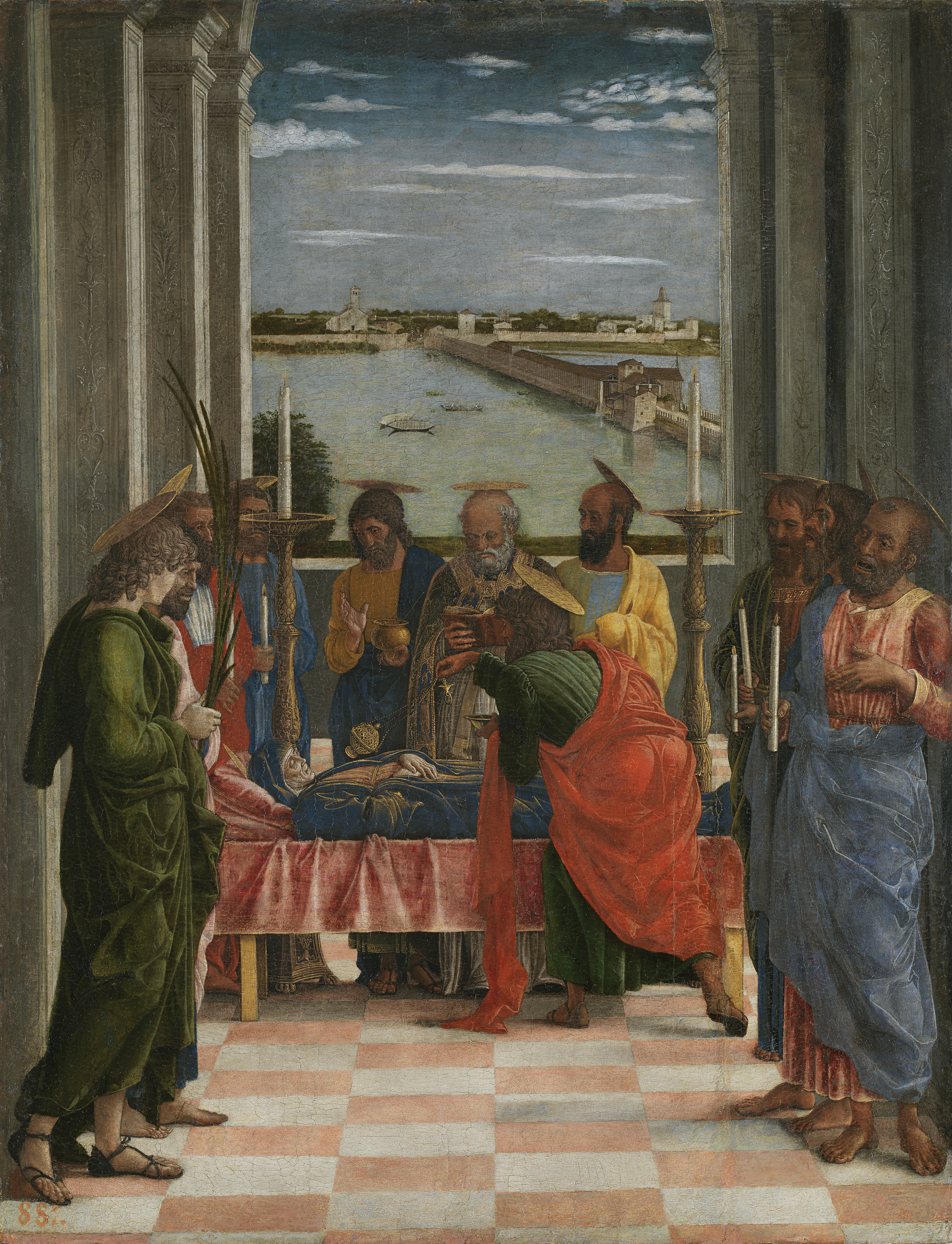
Morte della Vergine

Il primo incarico ufficiale che Ludovico III Gonzaga affidò a Mantegna, prima ancora del suo trasferimento definitivo, fu quello di decorare la cappella del castello di San Giorgio. Si trattava della cappella privata nel castello trecentesco che il marchese aveva eletto a sua residenza e che oggi è un'ala di Palazzo Ducale. I lavori architettonici alla cappella erano iniziati nel 1459, nell'ambito di un progetto autocelebrativo per il concilio di Mantova (27 maggio 1459-19 gennaio 1460), ed erano stati compiuti secondo una consulenza del Mantegna stesso, come risulta da una lettera del marchese al Mantegna, datata 4 maggio 1459. Il piccolo ambiente, rifatto e ridecorato nel XVI secolo quando le sue decorazioni erano ormai disperse, era coperto da una cupoletta con lanterna, dove si aprivano alcune finestre.
Per quanto riguarda la decorazione pittorica, Mantegna dipinse una tavola raffigurante la Morte della Vergine, ora al Prado, che aveva una forma allungata, dotata originariamente di una parte superiore, segata in epoca imprecisata, del quale è stata riconosciuta come facente parte della cuspide la tavoletta di Cristo con l'animula della Madonna (Ferrara, Pinacoteca nazionale). Di grande illusionismo è la presenza della veduta dipinta del lago del Mincio e del ponte di San Giorgio, che realmente era visibile dalle finestre del castello, e che Mantegna inserì in seguito anche nella Camera degli Sposi.
Sempre della stessa decorazione fanno forse parte le tre tavole del Trittico degli Uffizi (Ascensione, Adorazione dei Magi e Circoncisione), associate arbitrariamente in un'unica opera nel XIX secolo. Potrebbe però trattarsi anche di un'opera realizzata tra il 1466 e il 1467 durante due soggiorni a Firenze. Inoltre rimandano forse al quel progetto decorativo le tre incisioni con la Deposizione dalla croce, la Deposizione nel sepolcro e la Discesa al Limbo.
Il 23 e 24 settembre del 1464 Andrea Mantegna, il pittore Samuele da Tradate, Felice Feliciano, copista e antiquario, e Giovanni Marcanova, ingegnere idraulico, compirono una gita in barca sul lago di Garda. Si trattava di una vera e propria spedizione archeologica alla ricerca di epigrafi antiche, che ben documenta la passione per il collezionismo di antichità di Mantegna e del gruppo di umanisti a lui vicino. Essi cercarono anche di emulare ritualmente il mondo classico: coronati di ghirlande di mirto ed edera, cantarono accompagnati dal liuto e invocarono la memoria di Marco Aurelio, che era rappresentato dall'imperator Samuele, mentre Andrea e Giovanni erano i consules. Alla fine della gita visitarono il tempio della Beata Vergine a Garda, a cui resero grazie.

### La Camera degli Sposi

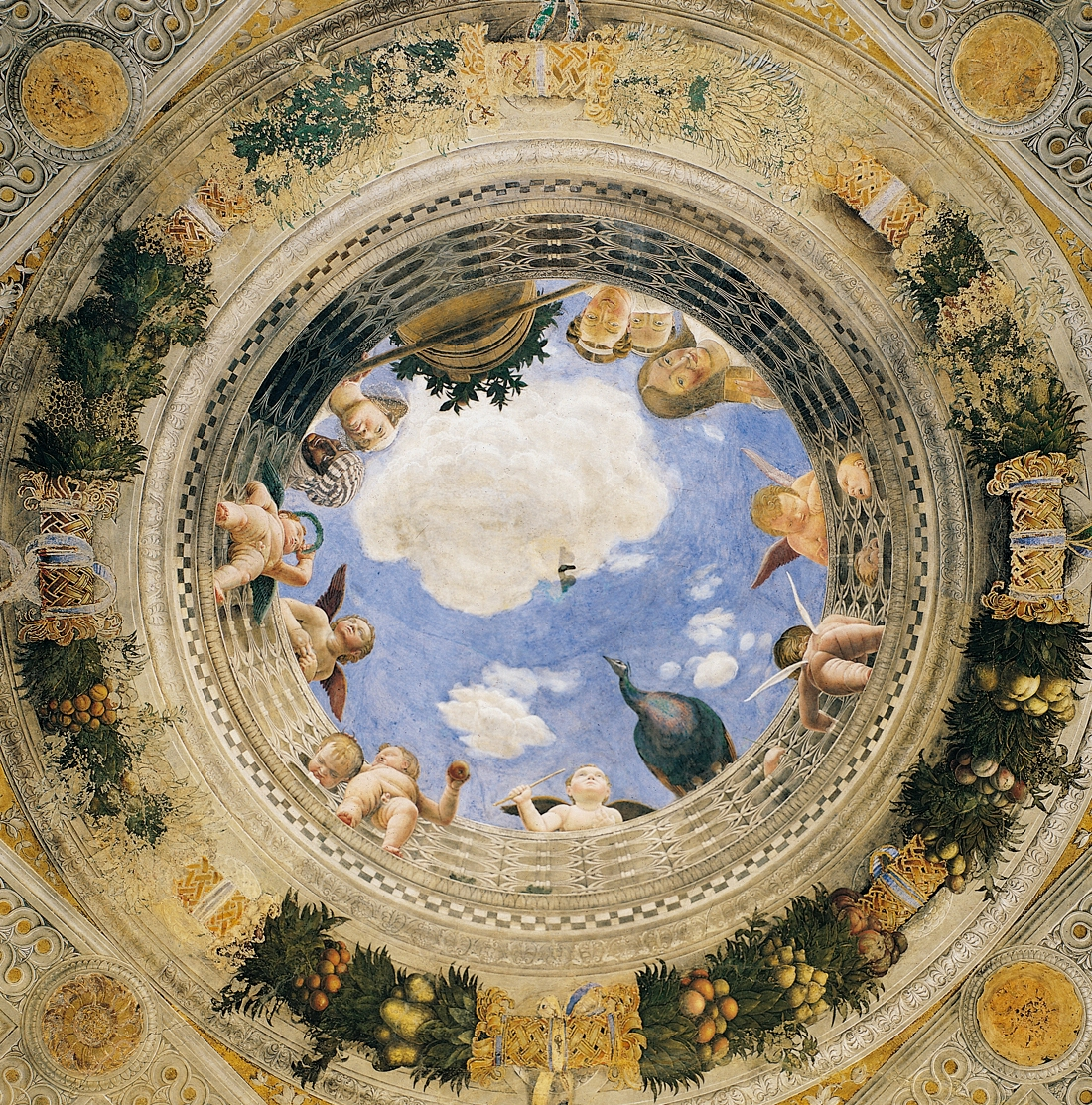
Soffitto della Camera degli Sposi, Mantova

Nel 1465 Mantegna iniziò una delle sue imprese decorative più complesse, alla quale è legata la sua fama. Si tratta della cosiddetta Camera degli Sposi, chiamata nei resoconti dell'epoca "Camera Picta", cioè "camera dipinta", terminata nel 1474. L'ambiente di dimensioni medio-piccole occupa il primo piano della torre nord-orientale del castello di San Giorgio e aveva la duplice funzione di sala delle udienze (dove il marchese trattava affari pubblici) e camera da letto di rappresentanza, dove Ludovico si riuniva coi familiari.
Mantegna studiò una decorazione ad affresco che investiva tutte le pareti e le volte del soffitto, adeguandosi ai limiti architettonici dell'ambiente, ma al tempo stesso sfondando illusionisticamente le pareti con la pittura, che crea uno spazio dilatato ben oltre i limiti fisici della stanza. Motivo di raccordo tra le scene sulle pareti è il finto zoccolo marmoreo che gira tutt'intorno nella fascia inferiore, sul quale poggiano i pilastri che suddividono le scene. Alcuni tendaggi di broccato affrescati svelano le scene principali, che sembrano svolgersi oltre un loggiato. La volta è affrescata come se fosse sferoidale e presenta centralmente un oculo, da cui si sporgono fanciulle, putti, un pavone e un vaso, stagliati sul cielo azzurro.
Il tema generale è una straordinaria celebrazione politico-dinastica dell'intera famiglia Gonzaga, con l'occasione della celebrazione dell'elezione a cardinale di Francesco Gonzaga. Sulla parete nord è ritratto il momento in cui Ludovico riceve la notizia dell'elezione: grande è l'attenzione ai particolari, alla verosimiglianza, all'esaltazione del lusso della corte. Sulla parete ovest è rappresentato l'incontro, avvenuto nei pressi della città di Bozzolo, tra il marchese e il figlio cardinale; la scena ha una certa fissità, determinata dalla staticità dei personaggi ritratti di profilo o di tre quarti per enfatizzare l'importanza del momento; sullo sfondo è presente una Roma idealizzata, come augurio per il cardinale.
Come premio per l'esecuzione dell'opera, Ludovico Gonzaga nel 1476 donò al maestro il terreno sul quale egli edificò la propria casa, conosciuta ancora oggi come Casa del Mantegna.
Un importante ciclo di affreschi attribuiti a Mantegna è stato rinvenuto durante il restauro della Casa del mercato.

### Viaggi in Toscana
Durante i lunghi lavori alla Camera degli Sposi, condotti con particolare lentezza, come ha dimostrato anche il restauro del 1984-1987, Mantegna lavorò forse anche ad altre opere, ma la loro consistenza e individuazione è particolarmente difficoltosa, per la mancanza di documentazione. Si sa che nel 1466 Mantegna fu a Firenze e a Siena e che nel 1467 tornò di nuovo in Toscana. L'unica opera riferita a questi viaggi è forse il Ritratto di Carlo de' Medici, che alcuni però ipotizzano risalente al Concilio di Mantova.

### Sotto Federico I Gonzaga

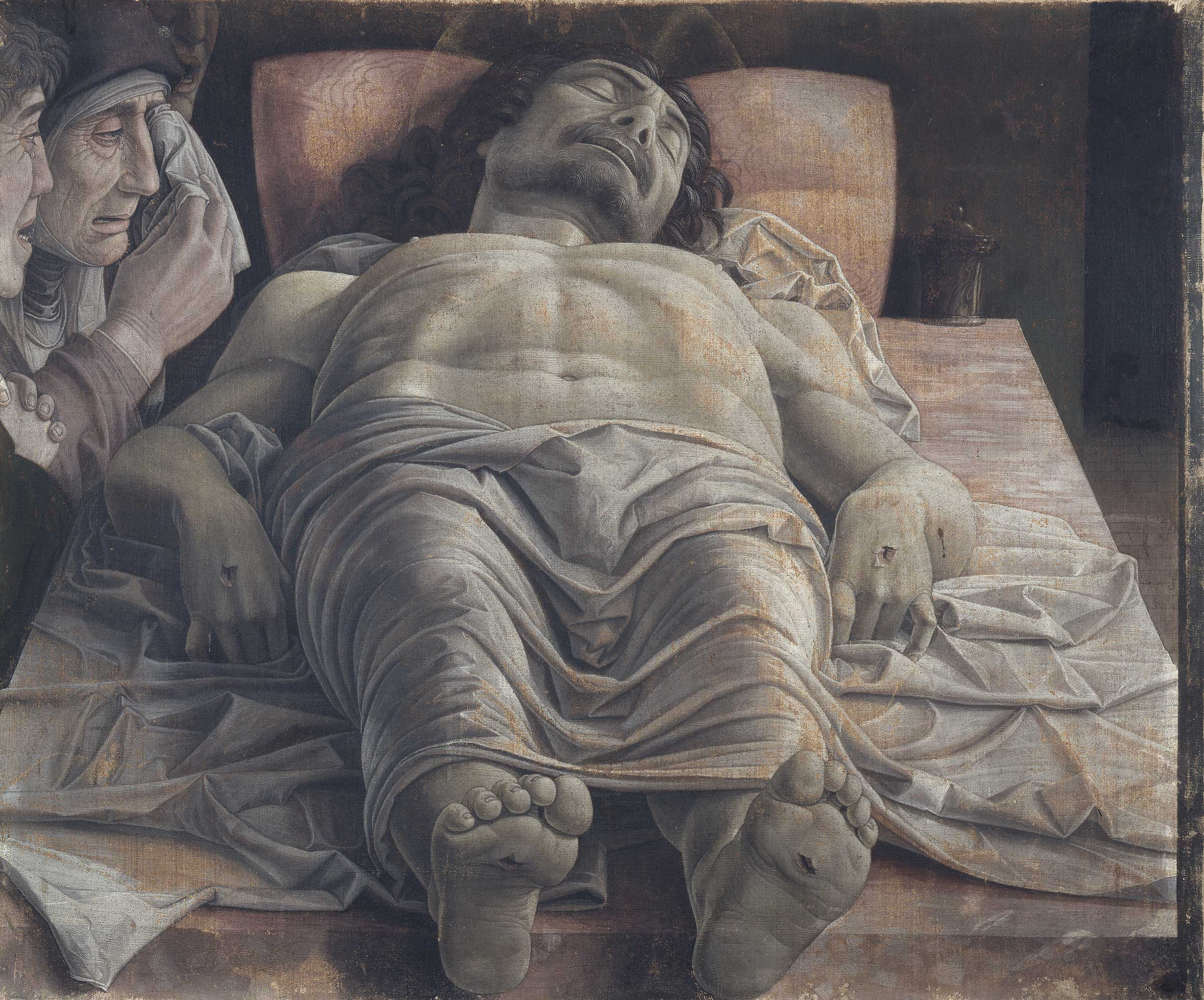
Cristo morto, Milano, Pinacoteca di Brera

Nel giugno 1478 il marchese Ludovico scompariva e gli succedeva il figlio Federico, che avrebbe regnato per sei anni. Mantegna, sebbene spesso angustiato da ristrettezze economiche, era ben consapevole del rango di rilievo che occupava a corte ed era desideroso di un riconoscimento pubblico della sua fama, ricercando con caparbietà un titolo. Nel 1469 l'imperatore Federico III si trovava a Ferrara, dove Mantegna si recò personalmente per essere insignito come conte palatino. Non è chiaro se ottenne o meno quello che desiderava, perché usò tale titolo solo dopo il soggiorno romano.
Le gratificazioni maggiori però le ottenne dai marchesi suoi benefattori. Nel 1484 ottenne il prestigioso titolo di cavaliere.
A pochi anni dopo l'impresa di Mantova risale forse la decorazione della residenza marchionale di Bondanello (forse nel 1478), dove vennero affrescate due sale, completamente perdute con la distruzione dell'edificio nel XVIII secolo. Indizi archiviali hanno fatto pensare che potesse essere legata a questa impresa l'incisione con la Zuffa di dei marini.
In questo periodo l'attività di Mantegna fu densa di incombenze derivanti dal servizio di corte (miniature, arazzi, oreficerie e cassoni, che spesso erano creati su suo disegno), a cui vanno aggiunte le decorazioni derivanti dalla smania edilizia dei Gonzaga, dove il maestro doveva sorvegliare numerose maestranze. Tra i pochi dipinti pervenutici di questo periodo, alcuni collocano il celebre Cristo morto (Milano, Pinacoteca di Brera), le cui datazioni proposte oscillano però nel complesso tra la fine del periodo padovano e il 1501 e poi, quindi un periodo amplissimo. L'intelaiatura prospettica del corpo di Cristo visto in un ripido scorcio è celebre, anche per l'illusione che il redentore "segua" lo spettatore in ogni spostamento, secondo un criterio illusivo che è affine a quello dell'Oculo nella Camera degli Sposi e che eclissa quasi, con il suo carattere strabiliante, gli altri valori espressivi dell'opera.
Nel 1480 circa realizzò il San Sebastiano, ora conservato al Louvre, in occasione probabilmente del matrimonio, svoltosi l'anno successivo, tra Chiara Gonzaga e Gilberto di Borbone-Montpensier e destinato alla chiesa d'Aigueperse en Auvergne, dove arrivò nel 1481.
Un esempio di come Mantegna fosse stimato e richiesto dai grandi del suo tempo è testimoniato dai rapporti con Lorenzo il Magnifico, signore de facto di Firenze. Nel 1481 Andrea gli mandò un dipinto e nel 1483 Lorenzo visitò il suo studio, ammirandone le opere, ma anche la personale collezione di busti e oggetti antichi.

### Sotto Francesco II Gonzaga
Il marchesato di Federico Gonzaga fu relativamente breve e a lui successe il figlio diciottenne Francesco, al potere fino al 1519. Il giovane erede, a differenza dei suoi predecessori, non aveva tra i suoi primari interessi l'arte e la letteratura, preferendo piuttosto portare avanti la tradizione militare della famiglia, diventando un noto condottiero. Tra i suoi passatempi preferiti c'erano le giostre e i tornei, oltre che la tenuta di scuderie celebri per i suoi cavalli.
Francesco fu comunque tutt'altro che estraneo al mecenatismo, continuando l'opera dei suoi predecessori in quanto a creazione di nuove architetture e realizzazioni di grandi cicli decorativi, anche se maggiore era il legame di queste commissioni con le sue imprese militari, tanto che il poeta ferrarese Ercole Strozzi lo definì il "nuovo Cesare".
In questo clima venne avviata da Mantegna la realizzazione dei Trionfi, una delle opere più celebrate del tempo, che occupò l'artista dal 1485 circa fino alla morte.

### ITrionfi di Cesare

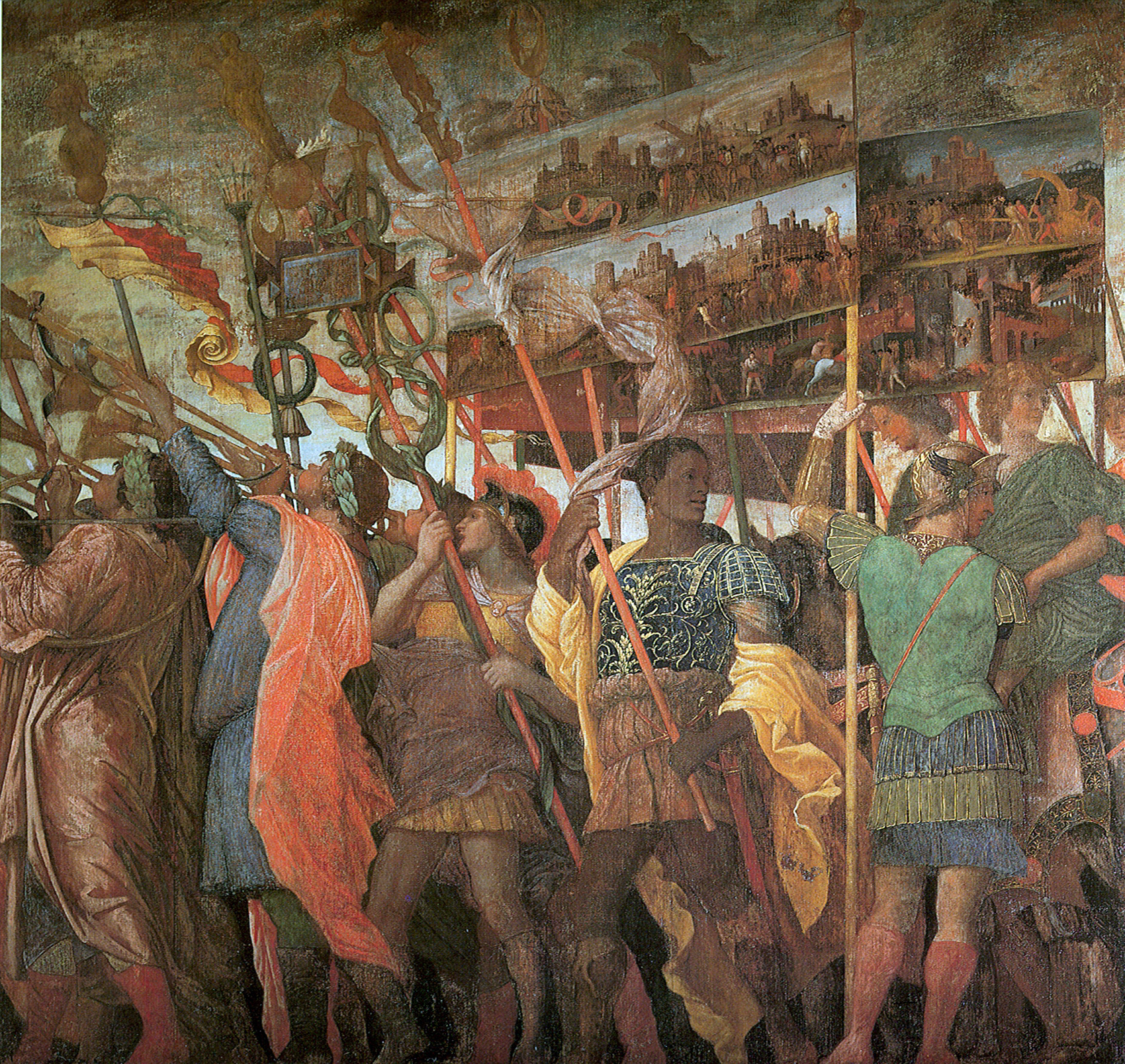
Trionfi di Cesare, prima tela, Trombettieri e portatori di insegne

L'ambizioso progetto dei Trionfi di Cesare, nove tele monumentali che ricreavano la pittura trionfale dell'Antica Roma, oggi conservate nel Palazzo Reale di Hampton Court a Londra, venne iniziato verso il 1485, ancora in lavorazione nel 1492, reso pubblico in parte nel 1501 e concluso entro il 1505. Di un decimo "Trionfo" denominato i Senatori esiste solo una stampa derivata dal cartone preparatorio. Ispirandosi a fonti antiche e moderne e alle rare raffigurazioni su sarcofagi e rilievi vari, Mantegna ricreò la processione trionfale, che in origine doveva apparire, tramite apposite cornici, come un'unica lunga scena che veniva vista come attraverso un loggiato. Il risultato fu un'eroica esaltazione di un mondo perduto, con una solennità non minore di quella della Camera degli Sposi, ma più mossa, avvincente e attuale.
Dopo la morte del maestro, Francesco II destinò le tele a una lunga galleria del palazzo San Sebastiano, che si era appena fatto costruire, usando probabilmente una serie di pilastrini intagliati e dorati per incorniciarle, dei quali restano alcuni esemplari a palazzo Ducale. Il ciclo divenne subito uno dei tesori più ammirati della città gonzaghesca, celebrato da ambasciatori e visitatori di passaggio. Nel 1626 sette delle tele erano state spostate a palazzo Ducale, con due di Lorenzo Costa. Vasari li vide e li descrisse come "la miglior cosa che [Mantegna] lavorasse mai".

### Il soggiorno romano

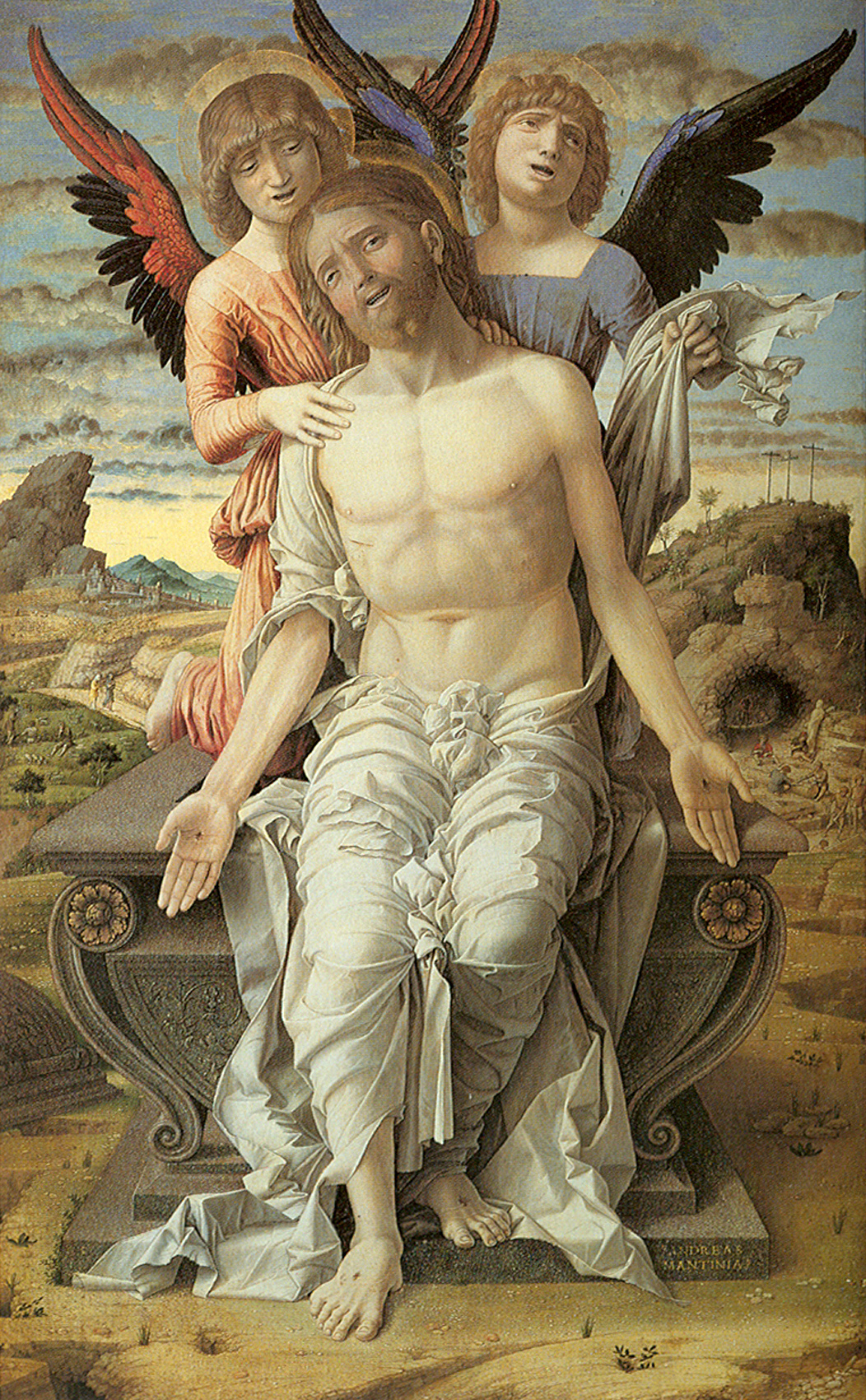
Cristo in pietà sorretto da due angeli

Nel 1487 papa Innocenzo VIII scrisse a Francesco Gonzaga pregandolo di inviare Mantegna a Roma, poiché intendeva affidargli la decorazione della cappella del nuovo edificio del Belvedere in Vaticano. Il maestro partì nel 1488, con una presentazione del marchese datata 10 giugno 1488.
Poco prima di lasciare Mantova Andrea fornì forse le indicazioni e i disegni per quattro tondi ad affresco (Ascensione, Santi Andrea e Longino - datato 1488 - Deposizione e Sacra Famiglia coi santi Elisabetta e Giovannino) destinati all'atrio della chiesa di Sant'Andrea, ritrovati in cattivo stato nel 1915 sotto un intonaco di epoca neoclassica che li replicava. Dopo il restauro del 1961 l'Ascensione venne attribuita a Mantegna e gli altri alla sua cerchia o al Correggio. La critica più recente però ha accettato come del maestro la sola sinopia dell'Ascensione.
Il 31 gennaio 1489 Mantegna era a Roma e scriveva al marchese di Mantova per raccomandarsi sulla conservazione dei Trionfi di Cesare, mentre in un'altra lettera dello stesso anno, datata 15 giugno, il maestro descrisse i lavori in corso, che riguardavano una perduta cappella, aggiungendo, per divertire Sua Eccellenza, notizie amene sulla corte romana, con un'allegria che contrasta con l'immagine tradizionale dell'uomo avvolto da un'aura di accigliata classicità. Il Mantegna, abituato a condurre una vita agiata e a ricevere doni e onorificenze, mal sopportava il trattamento spartano ricevuto in Vaticano, che nel corso dei due anni lo risarcì solo delle spese sostenute.
Le vecchie descrizioni della cappella, che conteneva le Storie di Giovanni Battista e dell'infanzia di Cristo, ricordano le vedute "amenissime" di città e villaggi, i finti marmi e la finta intelaiatura architettonica, con cupoletta, festoni, putti, cherubini, allegorie di Virtù, figure isolate di santi, un ritratto del papa committente e una targa dedicatoria datata 1490. Vasari scrisse che le quelle pitture "paiono una cosa miniata".
A Vasari risale anche l'attribuzione al periodo romano della Madonna delle Cave, oggi agli Uffizi, dove il passaggio tra la luce e l'ombra, rispettivamente nei passaggi a destra e a sinistra delle figure centrali, è stato interpretato come un'allegoria della Redenzione. Spesso associata a questa tavola è anche il Cristo in pietà sorretto da due angeli di Copenaghen per la presenza pure di cavatori nello sfondo; altri l'attribuiscono al periodo immediatamente successivo (1490-1500).
Nel 1490 l'artista tornò a Mantova. Controverso fu il rapporto di Mantegna con le antichità della città eterna: nonostante fosse il pittore che più di ogni altro aveva dimostrato interesse verso il mondo classico, le rovine della Roma antica sembrano lasciarlo indifferente; non ne parla nelle sue lettere e non compaiono nella sua produzione pittorica successiva.

### Anni novanta

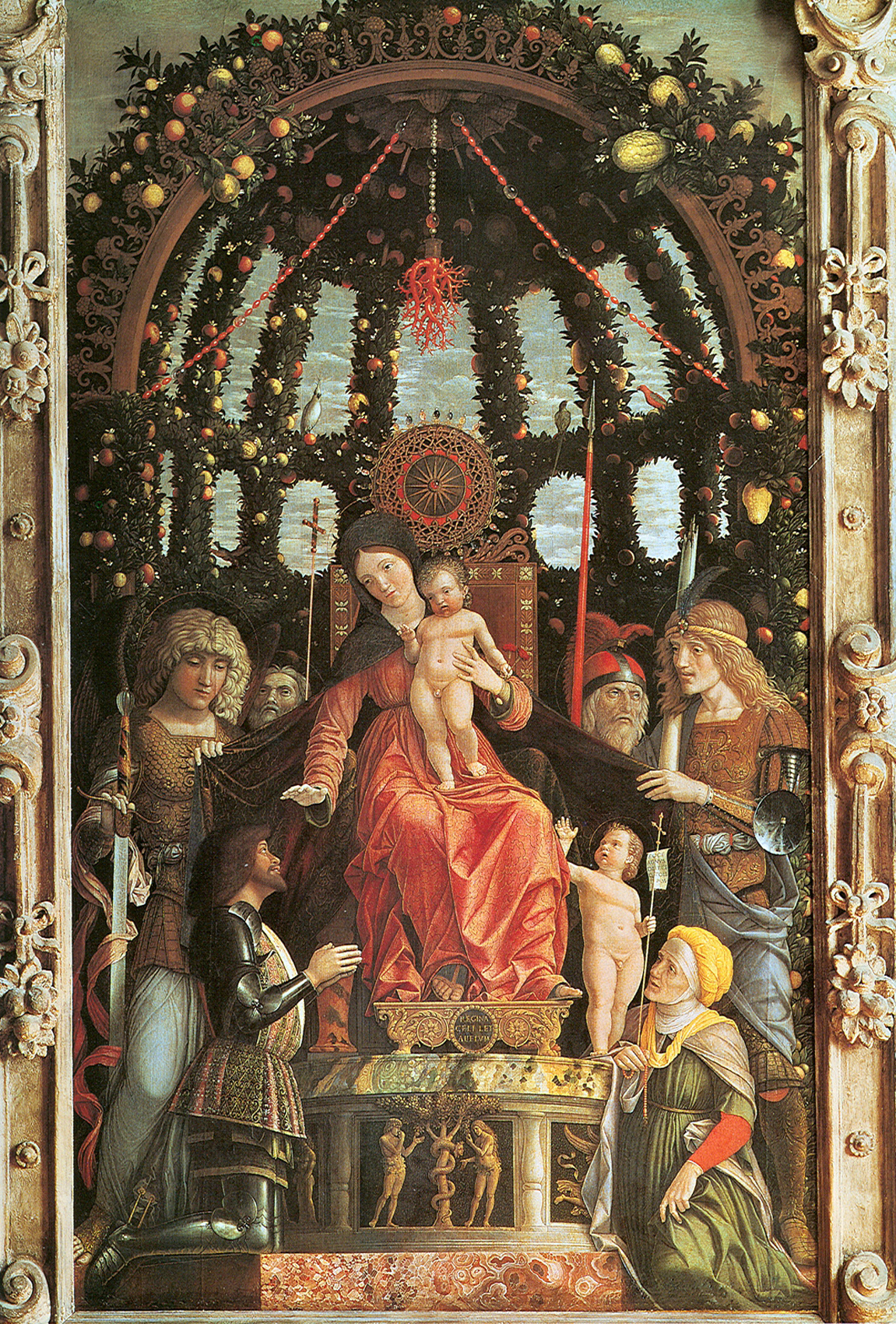
Madonna della Vittoria

Pala Trivulzio

Tornato a Mantova l'artista si dedicò innanzitutto alla continuazione della serie dei Trionfi. Nonostante la vastità e l'ambizione dell'opera, Mantegna lavorò duro a molte altre commissioni e le numerose lettere di sollecito ricevute da committenti e mecenati sono una testimonianza delle richieste ottenute, ben oltre le sue possibilità.
Sotto la sua guida, tra il 1491 e il 1494, vari pittori affrescarono nella residenza marchionale di Marmirolo (pure distrutta), alcune sale, dette "dei Cavalli", "del Mappamondo", "delle Città" e "Greca". In quest'ultima si trovavano vedute di Costantinopoli e altre città levantine, con interni di moschee, bagni e altre turcherie varie. Sempre a Marmirolo si trovava poi una perduta serie di altri Trionfi, forse quelli di Petrarca o più probabilmente di Alessandro Magno. Queste opere, trasportate a Mantova nel 1506 per fare da sfondo a uno spettacolo, sono state talvolta confuse con i Trionfi di Cesare, complicando ulteriormente l'aggrovigliata ricostruzione storica delle tele oggi a Londra.
Al 1490-1500 risalgono forse i monocromi a soggetto biblico, custoditi al Museo di Cincinnati, alla National Gallery of Ireland di Dublino, a Vienna, al Louvre e alla National Gallery di Londra.
In questi anni sono raggruppate dagli storici una serie di opere accomunate da affinità tecniche, come la sottile stesura della tempera che lascia trasparire la grana della tela. Tra le Madonne col Bambino, la più antica è forse la Madonna Poldi Pezzoli, affine alla Madonna Butler (New York, Metropolitan Museum of Art) e alla Madonna dell'Accademia Carrara.

### Madonna della Vittoria
Per la vittoria di Francesco II nella battaglia di Fornovo (1495), che cacciò temporaneamente i francesi dall'Italia, venne commissionata a Mantegna la grande pala detta Madonna della Vittoria come ex voto, terminata nel 1496 e destinata alla chiesa di Santa Maria della Vittoria appositamente eretta. Il dipinto venne fatto pagare a un ebreo mantovano, Daniele da Norsa, colpevole di aver rimosso dalla facciata della sua casa un'immagine della Vergine, per sostituirla con il suo stemma. Il marchese stesso venne rappresentato in ginocchio ai piedi del trono della Vergine, mentre sorride e ne ricevere la benedizione. La pala, oggi al Louvre, è caratterizzata da un'esuberanza decorativa che ricorda le opere del periodo padovano e del primo periodo mantovano, con una profusione di marmi, cornici, festoni di frutta, fili di vetro e corallo, uccelli e finti bassorilievi.
La Madonna della Vittoria ha affinità con alcuni gruppi di Sacre famiglie, tipici della produzione di questo periodo, come quello al Kimbell Art Museum e quello al Metropolitan Museum of Art.

### Pala Trivulzio
L'altra grande opera di questo periodo è la Pala Trivulzio (1497), già destinata all'altare maggiore della chiesa di Santa Maria in Organo a Verona e oggi nella Pinacoteca del Castello Sforzesco di Milano.

### Lo Studiolo di Isabella d'Este

Il Parnaso

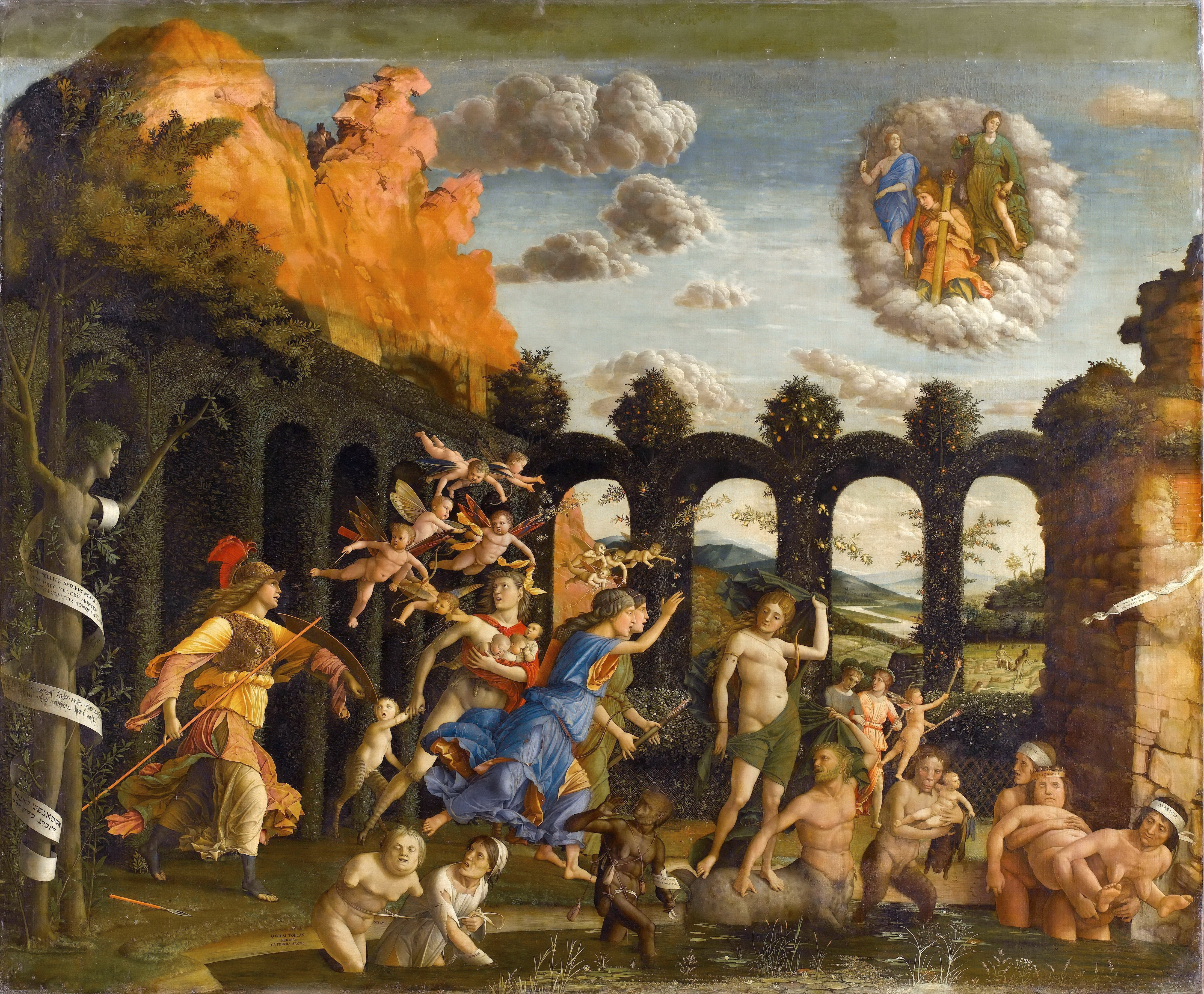
Il Trionfo della Virtù

Isabella d'Este, unanimemente considerata come una delle donne più colte del Rinascimento, arrivò a Mantova come sposa di Francesco Gonzaga nel 1490. Portò con sé un seguito di artisti ferraresi dalla sua città natale, e Mantegna si preoccupò subito di conquistare i favori della giovane marchesa, facendosi raccomandare dal suo precettore Battista Guarino.
Isabella, che a Mantova approfondì i propri interessi culturali e resse anche lo Stato quando il marito si trovava in guerra, ebbe un rapporto per alcuni versi controverso con Mantegna. Pur mostrando di apprezzarne le doti, essa riteneva che non fosse sufficientemente bravo nei ritratti, cercando in questo di avvalersi di altri artisti, come ad esempio Leonardo da Vinci.
L'infaticabile e incontentabile attività di Isabella come collezionista di opere d'arte, gemme, statue e oggetti di pregio, che tramite i suoi agenti cercava in tutta Europa, culminò nella creazione di uno studiolo nel castello di San Giorgio, un ambiente privato ispirato a quelli di Urbino e di Gubbio, che aveva avuto modo di vedere in compagnia dell'affezionata cognata Elisabetta Gonzaga, maritata Montefeltro. Per impreziosire questo ambiente, l'unico del genere appartenente a una donna, commissionò varie opere d'arte a tema mitologico, allegorico ed erudito, avvalendosi spesso proprio di Mantegna. Nelle due tele del Parnaso (1497) e del cosiddetto Trionfo della Virtù (1499-1502) l'artista sperimentò composizioni ricche di personaggi, con complesse letture allegoriche. una terza tela Isabella d'Este nel regno di Armonia venne disegnato da Mantegna e completato, a causa della sua morte, da Lorenzo Costa.
In queste opere pesa il soggetto vincolante deciso dai consiglieri della marchesa, come Paride da Ceresara, che misero in difficoltà altri artisti chiamati da Isabella come il Perugino, la cui opera non venne considerata soddisfacente, e Giovanni Bellini, che arrivò a declinare l'incarico.
Per venire incontro ai gusti della marchesa, Mantegna aggiornò il proprio stile, aderendo a un certo colorismo che allora dominava la scena artistica in Italia, e ammorbidendo alcuni tratti della sua arte, con pose più elaborate delle figure, dinamismo e complicati scorci paesaggistici.

### Le grisaglie
Dal 1495 circa Mantegna avviò una prolifica produzione di dipinti di soggetto biblico a grisaglia, cioè imitanti la scultura monocromatica. Si confrontò probabilmente anche alla produzione di scultori come i Lombardo o l'Antico.
Alcuni hanno attribuito a Mantegna un affresco di alcuni stemmi, circondati da satiri, delfini e teste d'ariete a grisaille, su sfondo in finto marmo, che presentano la data in lettere romane 1504. Scoperto a Feltre durante lavori di restauro nell'antico Vescovado nel 2006, fu dipinto per il santo e vescovo locale Antonio Pizzamano.

### La produzione tarda

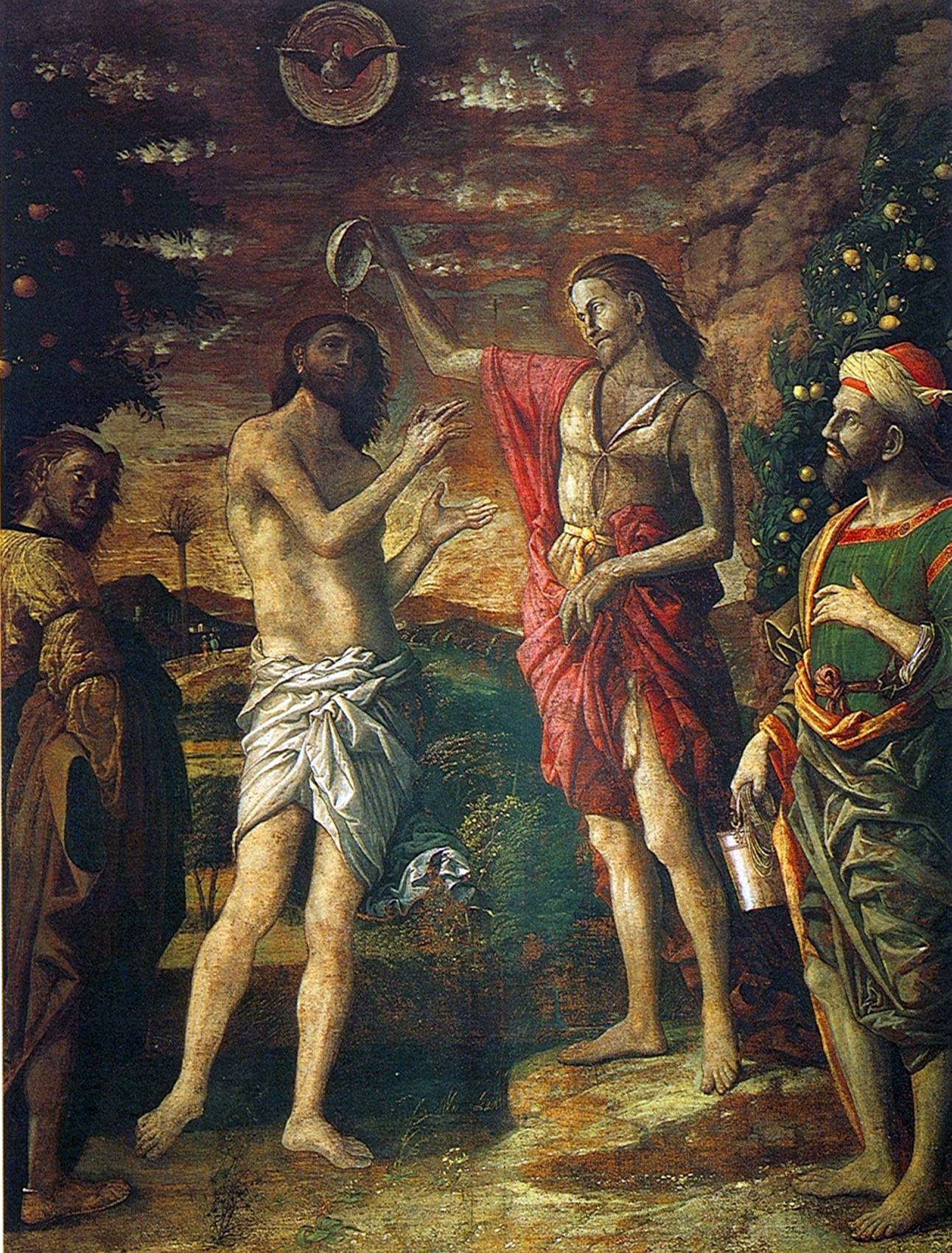
Battesimo di Cristo

La tarda produzione di Mantegna è quella del 1505-1506, legata a opere dal sapore amaro e malinconico, accomunate da uno stile diverso, legato a toni bruni e un innovativo uso della luce e del movimento. Sono attribuite a questa fase le due tele destinate alla sua cappella di sepoltura nella basilica di Sant'Andrea, il Battesimo di Cristo e la Sacra Famiglia con la famiglia di Giovanni Battista, e l'amaro San Sebastiano, dove un cartiglio fa riflettere sulla caducità della vita.

### La morte
Il 13 settembre 1506 Andrea Mantegna morì a 75 anni. L'ultimo periodo della sua vita fu funestato da difficoltà economiche pressanti e da una visione sempre più malinconica del suo ruolo di artista, ormai scalzato dalle nuove generazioni che proponevano un classicismo più morbido e accattivante.
La scomparsa del maestro generò molti attestati di stima e rincrescimento, fra cui resta quello di Albrecht Dürer, che dichiarò di aver provato "il più grande dolore della sua vita". Il maestro tedesco era infatti a Venezia e aveva in programma un viaggio a Mantova proprio per conoscere il tanto stimato collega.
L'ammirazione per la sua figura non si tradusse però, in generale, in un seguito artistico, essendo la sua arte austera e vigorosa ormai considerata sorpassata dalle incalzanti novità dell'inizio del secolo, ritenute più adatte a esprimere i moti dell'anima in quell'epoca. Forse l'unico, grande maestro a seguire echi di Mantegna nell'illusionismo poderoso delle pitture fu Correggio, che operò in gioventù proprio a Mantova decorando la cappella funebre dell'artista in Sant'Andrea.

## Discendenza

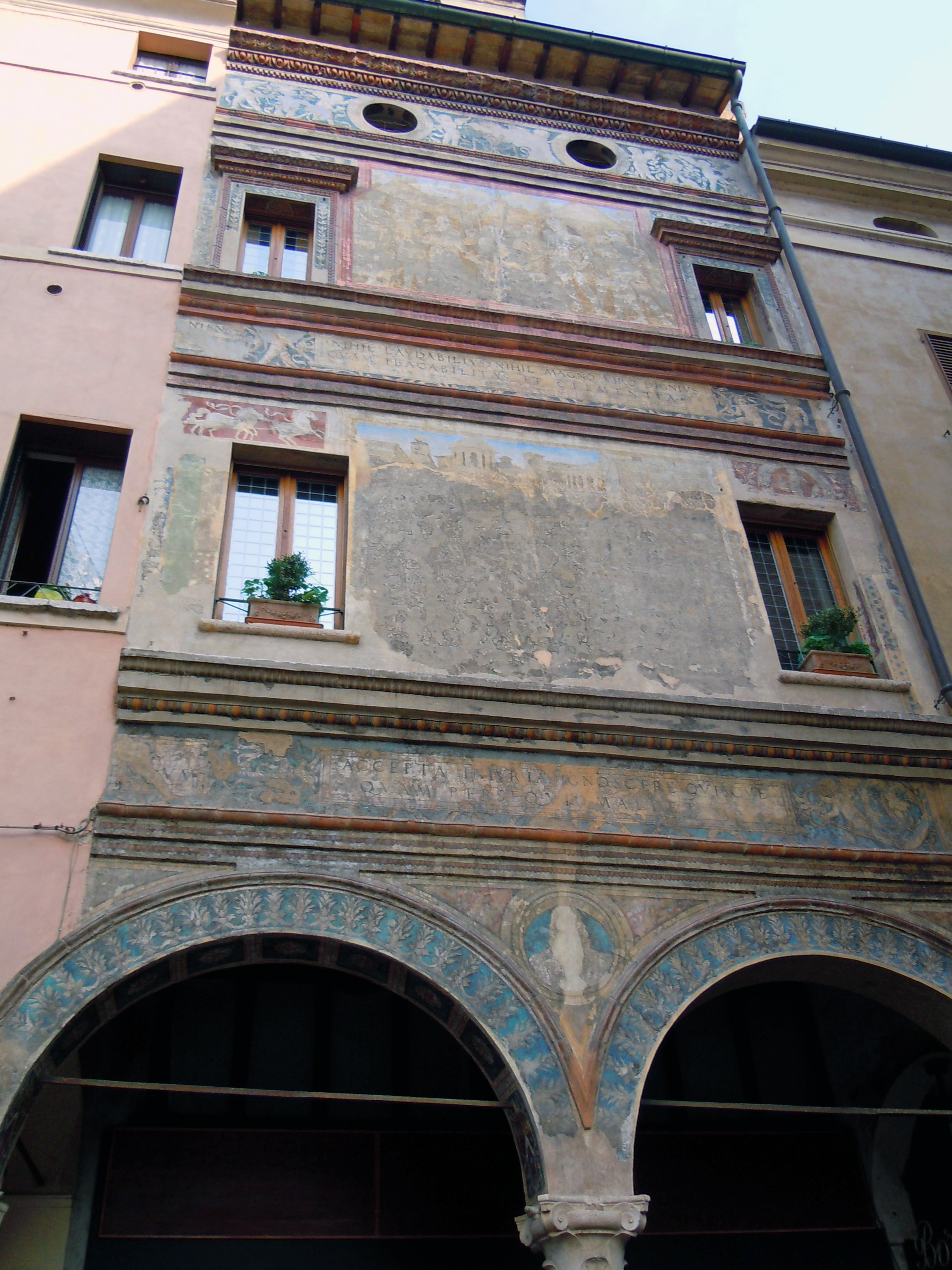
Mantova, casa Viani-Talarico in Piazza Marconi, forse dipinta dal Mantegna

Mantegna sposò Nicolosia Bellini, figlia del famoso pittore Jacopo Bellini e sorella dei pittori Gentile e Giovanni. Dopo la morte della prima moglie, si risposò con una donna della famiglia Nuvolosi.
 Andrea Mantegna ebbe numerosi figli:
- Federico, morto giovane;
- Gerolamo, avviato sulle orme del padre, morì anch'egli giovane;
- Ludovico (1460/70-1510), pittore, sposò Lebera Montagna;
- Francesco (1460-1517 circa), pittore, operò a Mantova e decorò parzialmente la cappella funeraria del padre;
- Bernardino (1490-1528), pittore;[28]
- Taddea, sposò Antonio Viani di Mantova;
- Laura.

Ebbe inoltre un figlio naturale, Giovanni Andrea (?-1493), anch'egli pittore.

## Arma

Stemma di Andrea Mantegna.

Lo stemma araldico concesso ad Andrea Mantegna dal marchese di Mantova Ludovico Gonzaga si blasona:
Spaccato: nel I d'argento ad un sole meridiano (posto nel capo) radiato d'oro con cartiglio (o nastro) svolazzante tra i raggi (bianco) caricato del motto "par un desir"; nel II fasciato d'oro e di nero di quattro pezzi.

Oppure: Semipartito troncato: nel primo d'azzurro ad una corona a cinque punte d'oro attraversata da due fronde di verde, poste in croce di Sant'Andrea; nel secondo d'argento ad un sole di rosso con un cartiglio svolazzante tra i raggi caricato del motto "par un desir"; nel terzo fasciato d'oro e di nero di quattro pezzi.

Il fasciato d'oro e di nero che costituisce la parte inferiore dello stemma trae origine dall'insegna che Luigi Gonzaga, innalzò nel 1328 quando prese il potere a Mantova scacciando i Bonacolsi.

## Le fattezze di Mantegna
Di Mantegna si conoscono alcuni presunti autoritratti: i più antichi si trovano nella cappella Ovetari e sono costituiti da una figura nel Giudizio di san Giacomo (la prima a sinistra) e in una testa gigantesca nell'arcone, che faceva pendant con quella del suo collega Nicolò Pizzolo; un terzo è forse nel medaglione a destra del pulpito nella Predica di san Giacomo. Un altro autoritratto giovanile è indicato nella figura e destra del gruppo sacro nella Presentazione al Tempio; due si trovano poi abilmente celati nella Camera degli Sposi, in un mascherone a grisaille e in una vaporosa nube, dove è appena visibile un profilo maschile somigliante al personaggio nella Presentazione.
Un perduto ritratto di Mantegna anziano venne disegnato da Leonardo da Vinci durante il soggiorno a Mantova tra il 1499 e il 1500. Dell'opera si conoscono alcune presunte derivazioni, come un'incisione di Giovanni Antonio da Brescia, conservata al British Museum e raffigurante un uomo con copricapo.
Il ritratto più conosciuto di Mantegna è comunque quello effigiato nel busto clipeato in bronzo posto all'entrata della sua cappella funebre nella Basilica di Sant'Andrea a Mantova (attribuito a: Gian Marco Cavalli, Sperandio Savelli, Sperandio Miglioli o al Mantegna stesso), dove ancora oggi riposa, a cui si rifece ad esempio l'incisore che curò l'edizione del 1558 delle Vite di Giorgio Vasari. Si tratta di un ritratto ideale che riprende il modello romano di intellettuale coronato d'alloro, ma che ha anche una certa profondità fisiognomica, ritraendo il pittore sui cinquant'anni e caratterizzandolo con un'espressione nobile e austera.
Anche nella Camera degli Sposi Mantegna ha dipinto probabilmente anche il suo autoritratto, nascosto fra il fogliame delle decorazioni.

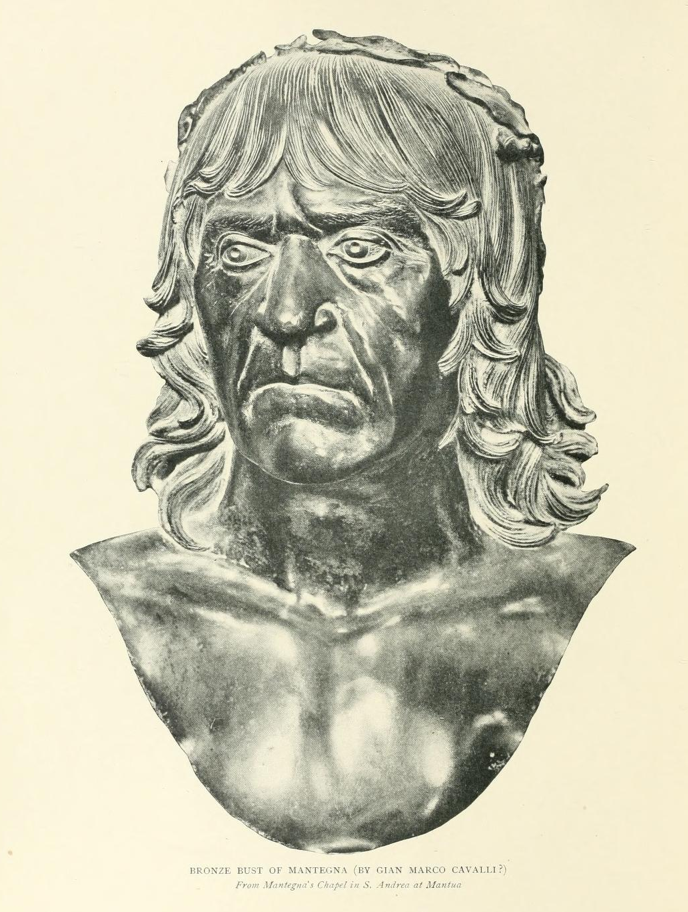
Busto di Andrea Mantegna
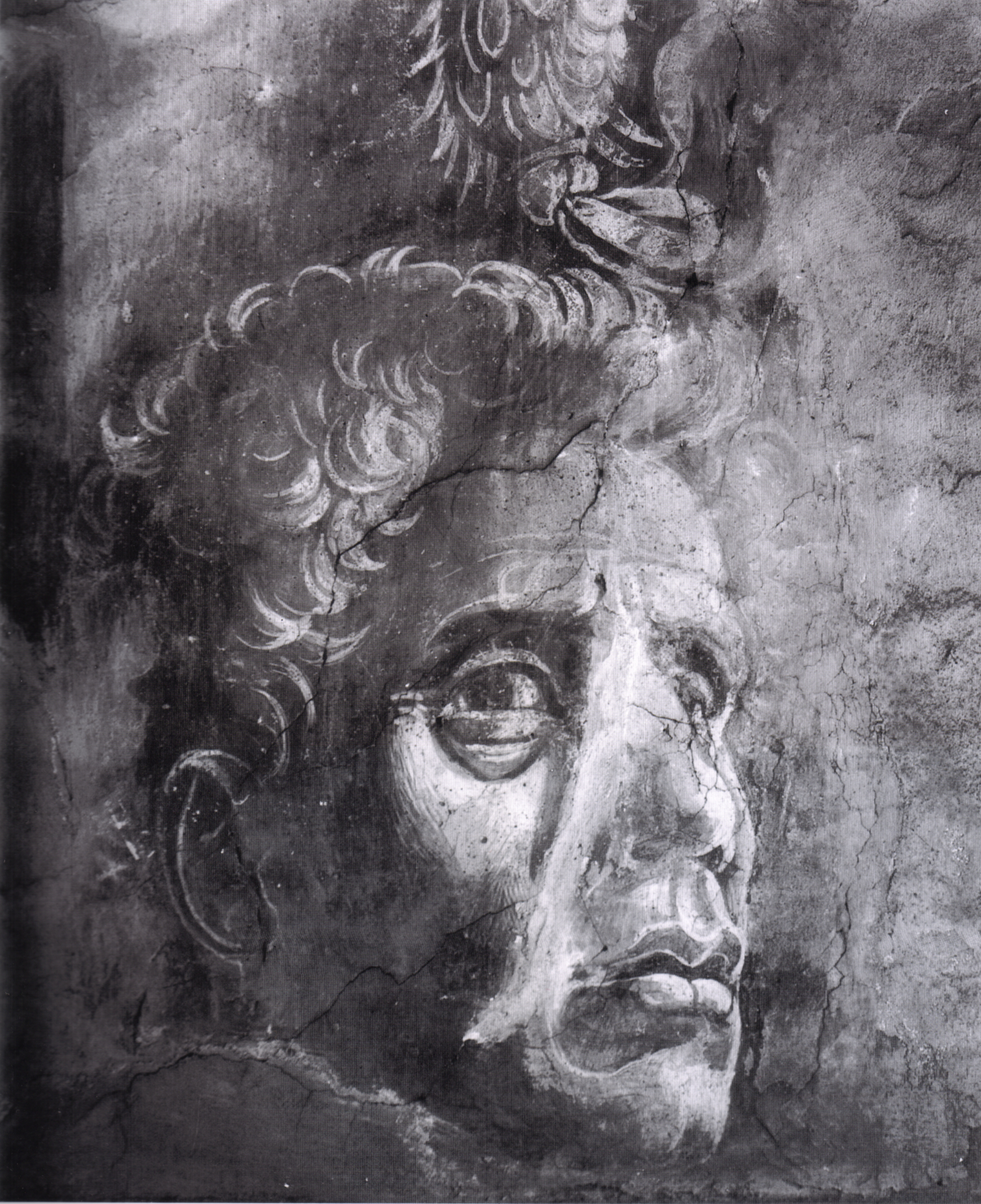
Autoritratto nella Cappella Ovetari
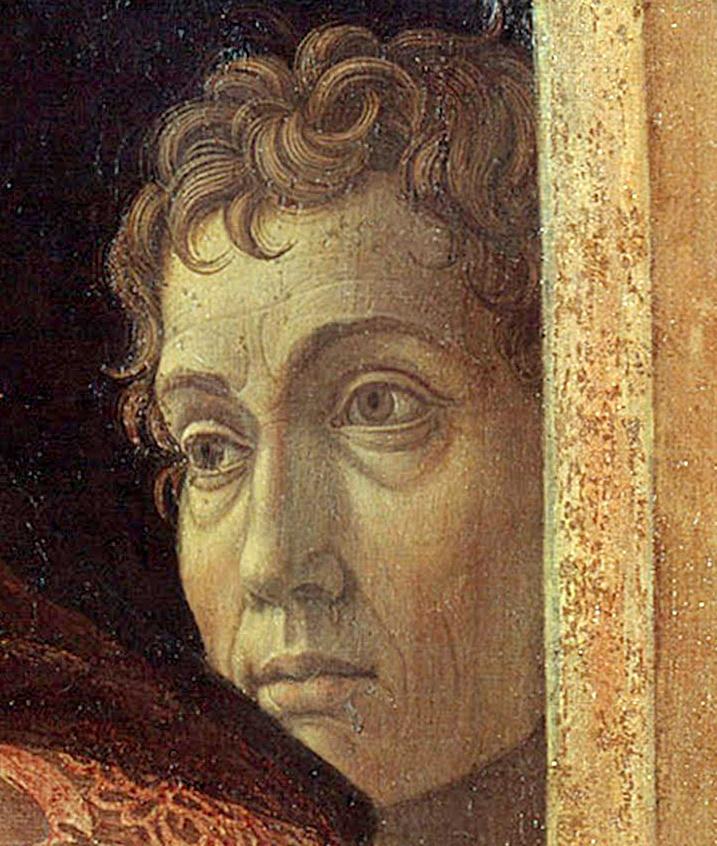
Dettaglio della Presentazione al Tempio con il presunto autoritratto giovanile di Mantegna
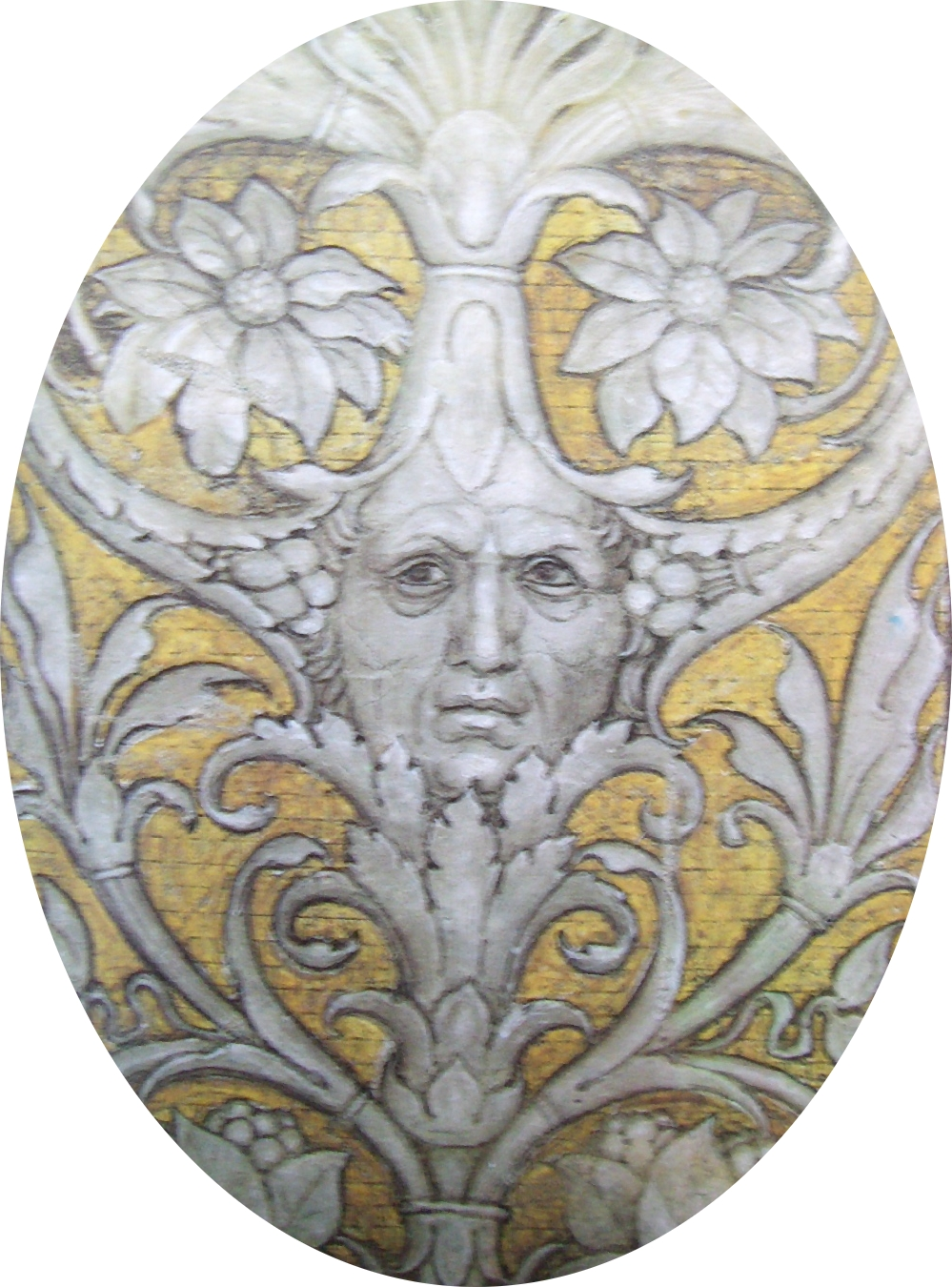
Camera degli Sposi, presunto autoritratto del Mantegna

## Elenco delle opere

### Dipinti

#### Formazione
- San Marco, 1448, tempera su tela, 82x63,5 cm, Francoforte sul Meno, Städelsches Kunstinstitut
- Cappella Ovetari, 1448-1457, ciclo di affreschi in parte distrutti, Padova, chiesa degli Eremitani
  - Assunzione della Vergine, affresco staccato, base 238 cm
  - Martirio e trasporto del corpo decapitato di san Cristoforo, affresco staccato, base 664 cm
  - Serafino, affresco frammentario staccato
- Profilo d'uomo (attr), 1448-1450 circa, tempera su tavola, 33x25 cm, Milano, Museo Poldi Pezzoli
- San Girolamo, 1449-1450, tempera su tavola, San Paolo, Museu de Arte
- Adorazione dei pastori, 1450-1451 circa, tempera su tela, 40x55,6 cm, New York, Metropolitan Museum of Art
- Monogramma di Cristo tra due santi, 1452, affresco, base 238 cm, Padova, Museo antoniano
- Pala di San Luca, 1453, tempera su tavola, 177x230 cm, Milano, Pinacoteca di Brera
- Sant'Eufemia, 1454, tempera su tela, 171x78 cm, Napoli, Museo Nazionale di Capodimonte
- Madonna col Bambino e i santi Girolamo e Ludovico, 1455 circa, tempera su tavola, 67x43 cm, Parigi, Musée Jacquemart-André
- Orazione nell'orto, 1455 circa, tempera su tavola, 63x80 cm, Londra, National Gallery
- Gesù bambino benedicente, 1455-1460 circa, tempera su tavola, 69x33,8 cm, Washington, National Gallery of Art
- Presentazione al Tempio, 1455 circa, tempera su tavola, 67x86 cm, Berlino, Staatliche Museen
- San Sebastiano, 1457-1458, tempera su tavola, 68x30 cm, Vienna, Kunsthistorisches Museum
- Pala di San Zeno, 1457-1459, tempera su tavola, 480x450 cm, Verona, basilica di San Zeno
  - Orazione nell'orto, 70x92 cm, Tours, Musée des Beaux-Arts
  - Crocifissione, 67x93 cm, Parigi, Musée du Louvre
  - Resurrezione di Cristo, 70x92 cm, Tours, Musée des Beaux-Arts

#### Sotto Ludovico III Gonzaga
- Ritratto del cardinale Ludovico Trevisan, 1459-1460, tempera su tavola, 44x33 cm, Berlino, Staatliche Museen
- Madonna Butler, 1460 circa, tempera su tavola, 44,1x28,6 cm, New York, Metropolitan Museum of Art
- Trittico degli Uffizi, 1460 circa, tempera su tavola, Firenze, Galleria degli Uffizi
  - Ascensione, 86x42,5 cm
  - Adorazione dei Magi, 76x76,5 cm
  - Circoncisione, 86x42,5 cm
- San Giorgio, 1460 circa, tempera su tavola, 66x32 cm, Venezia, Gallerie dell'Accademia
- Ritratto virile, 1460-1470 circa, tempera su tavola, 24,2x19 cm, Washington, National Gallery of Art
- Morte della Vergine, 1462 circa, tempera su tavola, 54x42 cm, Madrid, Museo del Prado
  - Cristo con l'animula della Madonna, 1462 circa, tempera su tavola, 27x17 cm, Ferrara, Pinacoteca nazionale
- Ritratto di Francesco Gonzaga, 1461 circa, tempera su tavola, 25,5x18 cm, Napoli, Museo Nazionale di Capodimonte
- Camera degli Sposi, 1465-1474, ciclo di affreschi, 8 m circa di lato ciascuna parete, Mantova, Palazzo Ducale
  - Parete nord, la Corte di Ludovico Gonzaga
  - Parete ovest, l'Incontro tra Ludovico e Francesco Gonzaga
  - Parete sud, lunette con ghirlande e stemma Gonzaga
  - Parete est, lunette con ghirlande e imprese Gonzaga
  - Soffitto, Oculo, ghirlanda, busti dei Cesari e scene mitologiche
- Madonna col Bambino dormiente, 1465-1470, tempera su tela, 43x32 cm, Berlino, Staatliche Museen
- Ritratto di Carlo de' Medici, 1466 circa, tempera su tavola, 40,4x29,5 cm, Firenze, Galleria degli Uffizi

#### Sotto Federico I Gonzaga
- Cristo morto, 1475-1478 circa, tempera su tela, 68x81 cm, Milano, Pinacoteca di Brera
- San Sebastiano, 1481 circa, tempera su tavola, 255x140 cm, Parigi, Musée du Louvre

#### Per Francesco II e Isabella
- Trionfi di Cesare, 1485-1505 circa, tempera su tela, 268x278 cm ciascuno, Londra, Hampton Court
  - Trombettieri e portatori di insegne
  - Carri trionfali, trofei e macchine belliche
  - Carro con trofei e portatori di bottino
  - Portatori di vasi, tori sacrificali e trombettieri
  - Trombettieri, tori sacrificali ed elefanti
  - Portatori di corsaletti, di trofei e di armature
  - Prigionieri, buffoni e un portainsegna
  - Musici e portainsegne
  - Giulio Cesare sul carro trionfale
- Madonna col Bambino e un coro di cherubini, 1485 circa, tempera su tavola, 88x70 cm, Milano, Pinacoteca di Brera
- Madonna delle Cave, 1488-1490, tempera su tavola, 29x21,5, Firenze, Galleria degli Uffizi
- Sacra Famiglia con i santi Elisabetta e Giovanni Battista, 1490 circa, tempera su tela, 62,9x51,3 cm, Fort Worth, Kimbell Art Museum
- Madonna con Bambino addormentato, 1490-1500 circa, tempera su tela, 43x35 cm, Milano, Museo Poldi Pezzoli
- Madonna col Bambino, 1490-1500 circa, tempera su tavola, 43x31 cm, Bergamo, Accademia Carrara
- Madonna col Bambino, due santi e una santa, 1490-1500 circa, tempera su tela, 57x42 cm, Parigi, Museo Jacquemart-André
- Cristo in pietà sorretto da due angeli, 1490-1500, tempera su tavola, 78x48 cm, Copenaghen, Statens Museum for Kunst
- Sacra Famiglia con Gesù come Imperator mundi, 1500 circa, tempera su tela, 71x50,5 cm, Parigi, Petit Palais
- Discesa al Limbo, 1492 circa, tempera su tavola, 38,6x42 cm, collezione privata
- Cristo Redentore, 1493, tempera su tavola, 53x43 cm, Correggio, Pinacoteca civica
- Giuditta e l'ancella con la testa di Oloferne, 1495, tempera su tavola, Washington, National Gallery of Art
- Giuditta con la testa di Oloferne, 1495 circa, tempera su tela, 48,1x36,7 cm, Dublino, National Gallery of Ireland
- Sacra Famiglia con sant'Anna e san Giovannino, 1495-1505, tempera su tela, 75x62 cm, Dresda, Gemäldegalerie Alte Meister
- Madonna Altman (Sacra Famiglia con Maria Maddalena), 1495-1505 circa, tempera a colla e oro su tela, 57,2x45,7 cm, New York, Metropolitan Museum of Art
- Sacra Famiglia con una santa, 1495-1505 circa, tempera su tela, 76x55,5 cm, Verona, Museo di Castelvecchio
- Sansone e Dalila, 1495-1500, tempera su tela, 47x37 cm, Londra, National Gallery
- Sibilla e profeta, 1495-1500, tempera su tela, 58,4x51,1 cm, Cincinnati, Cincinnati Art Museum
- Sofonisba, 1495-1506 circa, tempera su tela, 72,5x23 cm, Londra, National Gallery
- Didone, 1495-1506 circa, tempera a colla e oro su tela, 65,3x31,4 cm, Montréal, Montreal Museum of Fine Arts
- Giuditta, 1495-1506 circa, tempera a colla e oro su tela, 65,3x31,4 cm, Montréal, Montreal Museum of Fine Arts
- Tuccia, 1495-1506 circa, tempera su tela, 72,5x23 cm, Londra, National Gallery
- Madonna della Vittoria, 1496, tempera su tela, 280x166 cm, Parigi, Musée du Louvre
- Pala Trivulzio, 1497, tempera su tela, 287x214 cm, Milano, Pinacoteca del Castello Sforzesco
- Parnaso, 1497, tempera su tela, 160x192 cm, Parigi, Musée du Louvre
- Adorazione dei Magi, 1497-1500 circa, tempera su tavola, 54,6x70,7 cm, Los Angeles, Getty Museum
- Trionfo della Virtù (Minerva caccia i Vizi dal giardino delle Virtù), 1499-1502, tempera su tela, 160x192 cm, Parigi, Musée du Louvre
- Occasio e poenitentia (scuola di Mantegna), 1500 circa, affresco, Mantova, Palazzo Ducale
- Ecce Homo, 1500 circa, tempera e olio su tavola, 54x42 cm, Parigi, Musée Jacquemart-André
- Madonna col Bambino tra i santi Giovanni Battista e Maria Maddalena, 1500 circa, tempera su tela, 139,1x116,8 cm, Londra, National Gallery
- Madonna col Bambino e santi, 1500 circa, tempera su tavola, 61,5x87,5 cm, Torino, Galleria Sabauda
- Sacra Famiglia con san Giovannino, 1500 circa, tempera su tela, 71x50,5 cm, Londra, National Gallery

#### Ultimi anni

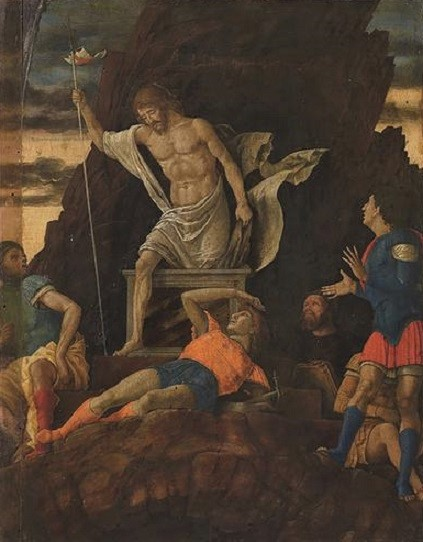
Resurrezione di Cristo, Accademia Carrara. L'opera gli è stata attribuita nel 2018

- Resurrezione di Cristo, 1500-1505, tempera su tavola, 48x37 cm, Bergamo, Accademia Carrara[33]
- Sacra Famiglia e famiglia del Battista, 1504-1506 circa, tempera a caseina e oro su tela, 40x169 cm, Mantova, basilica di Sant'Andrea, cappella del Mantegna
- Introduzione del culto di Cibele a Roma, 1505-1506, tempera a colla su tela, 73,5x268 cm, Londra, National Gallery
- San Sebastiano, 1505-1506 circa, tempera a colla su tela, 213x95 cm, Venezia, Ca' d'Oro, Galleria Franchetti
- Battesimo di Cristo, 1506, tempera a caseina su tela, 176x230 cm, Mantova, basilica di Sant'Andrea, cappella del Mantegna
- Isabella d'Este nel regno di Armonia, iniziato a disegnare da Mantegna e terminata da Lorenzo Costa, 1506, olio su tela, 152x238 cm, Parigi, Museo del Louvre

#### Opere di attribuzione incerta
- Marie al sepolcro, tempera su tavola, 42,5x31 cm, Londra, National Gallery
- Noli me tangere, tempera su tavola, 42,5x31 cm, Londra, National Gallery
- Resurrezione di Cristo, tempera su tavola, 42,5x31 cm, Londra, National Gallery (Londra)
- San Bernardino da Siena tra due angeli, tempera su tela, 385x220 cm, Milano, Pinacoteca di Brera
- Muzio Scevola, tempera su tela, 40,8x43 cm, Monaco di Baviera, Staatliche Graphische Sammlung
- Giudizio di Salomone, tempera e colla e orro su tela, 46,5x37 cm, Parigi, Louvre
- Putti, affresco, Venezia, basilica di Santa Maria Gloriosa dei Frari, tomba di Federico Correr
- Cristo portacroce, tempera su tela, 52x65 cm, Verona, Museo di Castelvecchio
- David, tempera a colla su tela, 48,5x36 cm, Vienna, Kunsthistorisches Museum
- Sacrificio di Isacco, tempera a colla su tela, 48,5x36 cm, Vienna, Kunsthistorisches Museum

### Disegni

#### Autografi
- Deposizione nel sepolcro (r.) e Candelabro (v.), penna e inchiostro bruno, 13x9,5 cm, Brescia, Civici musei d'arte e storia
- Giuditta con la testa di Oloferne, 1491, penna, acquarello marrone e lumeggiature di biacca su carta, 38,8x25,8 cm, Firenze, Gabinetto dei disegni e delle stampe
- Cristo alla colonna (r.) Studi per una flagellazione di Cristo (v.), penna e inchiostro grigio-bruno su carta preparata grigio-giallina, 23,4x14,4 cm, Londra, Courtauld Gallery
- Calunnia di Apelle, penna, inchiostro bruno e lumeggiature di biacca, 20,7x38 cm, Londra, Trustee del British Museum
- Cristo morto (r.) Due dolenti (v.), penna e inchiostro bruno su carta, 12,2x8,9 cm, Londra, Trustee del British Museum
- Fauno che affronta un serpente, penna e inchiostro bruno su carta, 29,3x17,3 cm, Londra, Trustee del British Museum
- Madonna col Bambino in trono e un angelo, penna e inchiostro bruno su carta, 19,7x14 cm, Londra, Trustee del British Museum
- Marte, Diana e Iride, penna, inchiostro bruno, acquerello marrone, lumeggiature di biacca, pennello crmisi e blu su carta, 36,4x31,7 cm, Londra, Trustee del British Museum
- San Giacomo condotto al martirio (r.) Testa d'uomo (v.), penna e inchiostro bruno su carta preparata rosa pallido, pastello nero con qualche traccia di rosso e giallo (r.) e pennello e inchiostro nero (v.), 15,5x23,4 cm, Londra, Trustee del British Museum
- Uccello su un ramo che afferra una mosca, penna e inchiostro bruno su carta, 12,8x8,8 cm, Londra, Trustee del British Museum
- Uomo giacente su una lastra di pietra, penna e inchiostro bruno su carta, 16,3x14 cm, Londra, Trustee del British Museum
- Virtus combusta, penna, inchiostro e pennello bruno, lumeggiature di biacca, fondo nero su rosso, ombreggiature di rosso, acquerello grigio-azzurro su carta, 28,7x44,3 cm, Londra, Trustee del British Museum
- Cristo risorto tra i santi Andrea e Longino, penna, inchiostro e acquerello bruno su carta, 35x38,5 cm, Monaco di Baviera, Staatliche Graphische Sammlung
- Discesa al Limbo, penna, inchiostroe acquerello bruno su carta, 27x20 cm, New York, Metropolitan Museum of Art
- Madonna col Bambino, punta metallica e lumeggiature di biacca su carta preparata blu, 16,8x12,1 cm, Parigi, Institut Néerlandais
- Albero d'arancio in un vaso, penna e inchiostro bruno su carta, 31,2x14,2 (alto) e 15 cm (base), Parigi, Louvre
- Fregio traianeo (r.) Donna distesa (v.), gesso nero, inchiostro bruno e inchiostro nero, 18,9x27,3 cm, Vienna, Graphische Sammlung Albertina
- Uccello su un ramo, penna e inchiostro bruno su carta, 10,4x11,5 cm, Washington, National Gallery of Art

#### Di attribuzione incerta
- Ritratto d'uomo, gesso nero su carta bruno-grigiastra, 34,2x25 cm, Besançon, Musée des Beaux-Arts
- Ritratto d'uomo con berretto nero, gesso nero su carta bruno-grigiastra, 33,9x23,5 cm, Besançon, Musée des Beaux-Arts
- Ritratto di Francesco II Gonzaga, gesso nero, acquerello e lumeggiature bianche, 34,7x23,8 cm, Dublino, National Gallery of Ireland
- Cinque disegni per una Croce, penna e inchiostro bruno su carta, 8,7x8,5 cm ciascuno, Francoforte sul Meno, Städelsches Kunstinstitut
- Ercole e Anteo, penna e inchiostro bruno su carta, 34,3x22,8 cm, Londra, Collezioni reali
- Disegno per una fontana, penna, inchiostro bruno, acquerello bruno, lumeggiature di biacca su carta, 29,2x22,2 cm, Londra, Trustee del British Museum
- Santo che legge, penna e inchiostro bruno su carta preparata rosa, 17,2x7 cm, Londra, Trustee del British Museum
- Quattro santi, penna e inchiostro bruno, 19,5x13,5 cm, Los Angeles, Getty Museum
- Tre santi, penna e inchiostro bruno su carta preparata rosa, 17,8x18,8 cm, New York, Pierpont Morgan Library
- Ercole e il leone nemeo, penna, pennello e acquerello bruno, luneggiature gialle e bianche su carta preparata giallo bruno, 26x17,4 cm, Oxford, Governing Body of Christ Church
- Ritratto d'uomo, gesso nero e acquerello su carta bianca, 39,1x8 cm, Oxford, Governing Body of Christ Church
- Discesa al Limbo, penna, inchiostro bruno e acquerello bruno su pergamena, 37,2x28 cm, Parigi, École nationale supérieure des beaux-arts
- Trombettieri, penna e inchiostro bruno su carta, 26,5x26 cm, Parigi, Louvre
- Pietà, penna e inchiostro bruno su carta, 12,7x9,8 cm, Venezia, Gallerie dell'Accademia
- Santo, penna e inchiostro bruno su carta, 20,5x9,2 cm, Venezia, Gallerie dell'Accademia

### Incisioni

#### Autografe
- Baccanale con sileno, bulino e puntasecca, 29,9x43,7 cm, Chatsworth, Duca di Devonshire e Chatsworth Settlement Trustee
- Zuffa di dei marini, bulino e puntasecca, 28,3x82,6 cm, Chatsworth, Duca di Devonshire e Chatsworth Settlement Trustee
- Baccanale con un tino, bulino e puntasecca, 29,9x43,7 cm, New York, Metropolitan Museum of Art
- Cristo risorto tra i santi Andrea e Longino, bulino e puntasecca, 31,9x27 cm, Parigi, Biblioteca nazionale di Francia
- Deposizione nel sepolcro, puntasecca, 33,3x46,7 cm, Vienna, Graphische Sammlung Albertina
- Madonna col Bambino, 1480-1485, bulino e puntasecca, 21x22 cm, Vienna, Graphische Sammlung Albertina
- Deposizione nel sepolcro, bulino e puntasecca, 29,9x44,2 cm, Washington, National Gallery of Art

#### Di attribuzione incerta

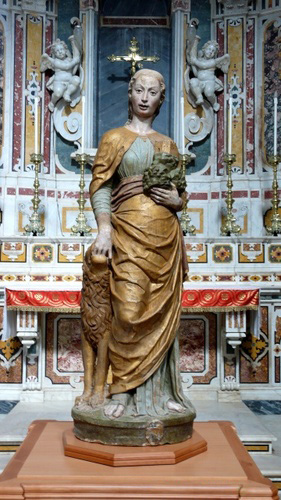
Statua di Sant'Eufemia attribuita ad Andrea Mantegna, Concattedrale di Santa Maria Assunta (Irsina)

Per questa serie di incisioni, la cui datazione è stimata intorno all'anno 1475, cioè dopo l'inizio dei lavori di decorazione della cappella del castello di San Giorgio di Mantova a cui si ispirano per alcuni motivi, la studiosa Suzanne Boorsch suggerisce Gian Marco Cavalli, in qualità di esecutore testamentario, secondo il contratto stabilito il 5 aprile 1475 con Mantegna:
- Deposizione dalla croce, 44,7x35,8 cm, Berlino, Kupferstichkabinett
- Flagellazione di Cristo, 44,2x34,3 cm, Berlino, Kupferstichkabinett
- Deposizione dalla croce, 45,2x36,2 cm, Londra, Trustee del British Museum
- Deposizione nel sepolcro con quattro uccelli, 44,3x33,9 cm, Vienna, Graphische Sammlung Albertina
- Discesa al Limbo, 26,9x20 cm, New York, Metropolitan Museum of Art[38]

### Scultura
I costanti riferimenti con la scultura nell'opera di Mantegna hanno dato adito a molteplici ipotesi circa una sua possibile attività parallela come scultore. Non è inverosimile che durante il suo apprendistato si sia dedicato alla modellazione col gesso, come avveniva di consueto nella bottega di Squarcione. Unico esempio rilevato è la Statua di sant'Eufemia presente nell'omonima chiesa a Irsina, in provincia di Matera (Basilicata).

### Tarocchi del Mantegna
Per un lungo periodo è stata attribuita a Mantegna la paternità di una serie di 50 incisioni, dette "Tarocchi del Mantegna", una delle prime espressioni dell'arte incisoria italiana, che nonostante il nome non costituiscono in realtà un mazzo da gioco di tarocchi veri e propri, ma sono probabilmente stati uno strumento didattico che illustra la concezione del cosmo medievale.